# Taras Sjevtsjenko
Taras Hryhorovytsj Sjevtsjenko (Oekraïens: Тара́с Григо́рович Шевче́нко) (Moryntsi, 9 maart 1814 - Sint-Petersburg, 10 maart 1861) was schrijver, dichter, kunstschilder, tekenaar en humanist uit het huidige Oekraïne. Zijn literaire nalatenschap wordt beschouwd als het begin van de moderne Oekraïense literatuur en gaf een zeer belangrijke aanzet tot het ontstaan van de moderne Oekraïense taal. Sjevtsjenko heeft ook een groot oeuvre van meesterwerken in de schilderkunst en tekeningen nagelaten.

## Biografie
Sjevtsjenko's ouders, Hryhori and Kateryna Sjevtsjenko, waren horigen en werkten op het landgoed van baron Vasile Engelhardt. Taras Sjevtsjenko werd geboren op 9 maart 1814 in het dorp Moryntsi, Oekraïens: Моринці.
Moryntsi lag toentertijd in het gouvernement Kiev van het Russische Keizerrijk, nu is het een onderdeel van het Zvenyhorodsky-rayon, met hoofdstad Zvenyhorodka (Oekraïens: Звенигородка). Dit district is onderdeel van oblast (provincie) Tsjerkasy (Oekraïens: Черкаси), met hoofdstad Tsjerkasy. Moryntsi ligt in het centrale deel van Oekraïne, circa 200 kilometer ten zuidwesten van Kiev.
In 1816 verhuisde het gezin naar Kirilivka, het huidige Shevtsjenkove, Oekraïens: Шевченкове. Het is een stad in de oblast Kharkiv (Oekraïens: Харківська область), in het oosten van het huidige Oekraïne grenzend aan Rusland.

#### Het gerestaureerde geboortehuis, nu museum

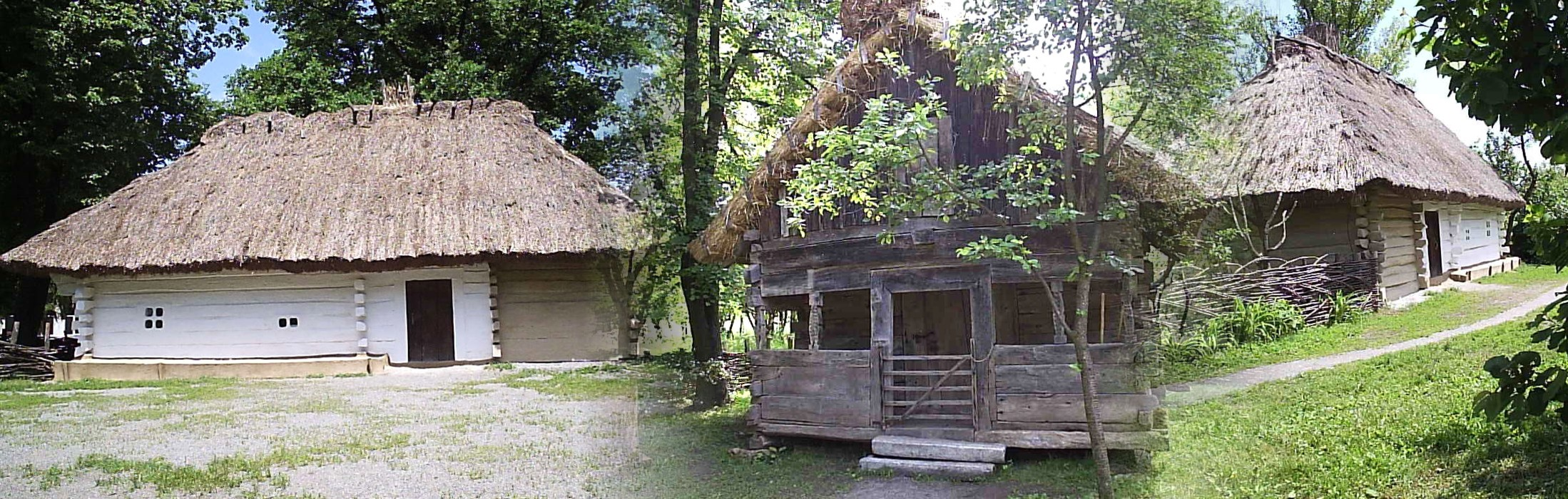
Geboortehuis Taras Sjevtsjenko.
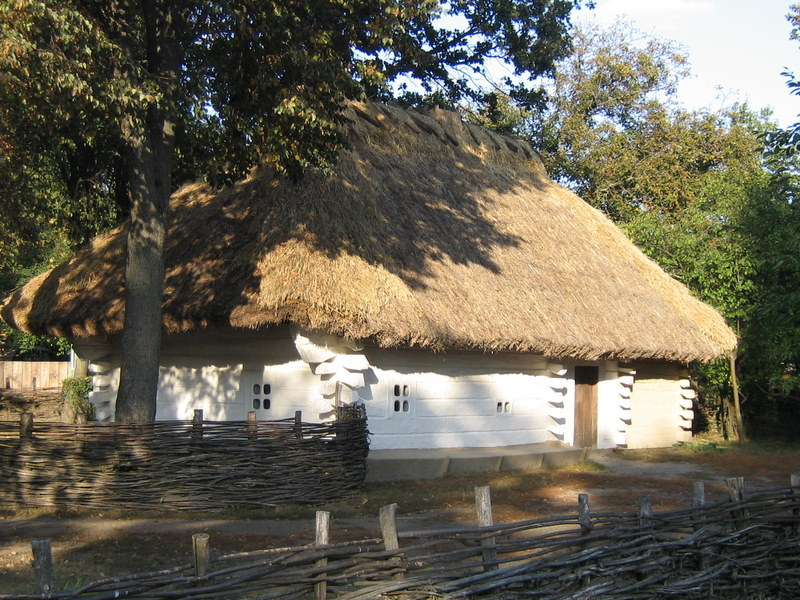
Geboortehuis Taras Sjevtsjenko.

Het leven van een horige op het land was hard en miserabel. Hij had nog het geluk dat zijn vader per jaar enige ritten naar het zuiden van Oekraïne mocht maken, voor zijn eigenaar Engelhardt, om zout te halen en zijn zoon meenam op zijn tochten. Zijn vader stuurde hem naar een plaatselijke leraar die hem taalonderwijs gaf.
In 1823 overleed zijn moeder en in 1825 zijn vader; voor Sjevtsjenko braken twee harde jaren aan. Het keerpunt in zijn leven kwam toen hij op zijn veertiende jaar, als huisjongen, in dienst kwam van baron Pavel Engelhardt. Deze had zijn vader, na de dood van baron Vasile Engelhardt, opgevolgd. Hij ging later met het hele gezin van Engelhardt naar Vilnius, Litouwen (1828–31) en daarna naar Sint–Petersburg. Hij was en bleef horige en eigendom van de baron.
De artistieke talenten werden echter door Pavel Engelhardt opgemerkt en hij introduceerde Sjevtsjenko in Vilnius bij Jan Rustem, een Poolse kunstschilder en professor in Vilnius waar hij een leerlingplaats kreeg. Later bezorgde Engelhardt, in Sint-Petersburg, hem een leerplaats bij Vasiliy Tsjiriaev. Hier ontmoette hij Oekraïense kunstenaars als Ivan Soshenko, Yevhen Hrebinka, Vasyl Hryhorovytsj en de Russische schilder Alexej Venetsjanov. Via Ivan Soshenko kwam hij in aanraking met de bekende schilder en professor Karl Brjoellov. Deze schonk hem het door Karl Brjoellov zelf geschilderd portret van de Russische poëet Aleksej Venetsjanov. Dit portret werd in een veiling gebruikt om 2500 roebels op te halen om het geld te verkrijgen om Sjevtsjenko vrij te kopen: de documenten werden op 22 april 1838 ondertekend. Sjevtsjenko was nu een vrij man. Sjevtsjenko en Karl Brjoellov raakten op latere leeftijd zeer bevriend.

### Belangrijke kunstenaars voor Taras Sjevtsjenko

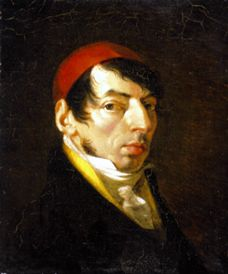
Jan Rustem, 1762-1835. Zelfportret, Olieverf op linnen. Rustem was vooral een portretschilder. Hij was vele jaren professor aan de huidige Universiteit van Vilnius.
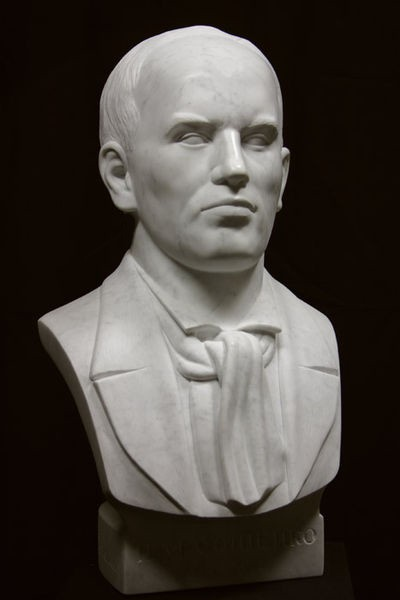
Ivan Soshenko, 1807-1876. Beeldhouwwerk Mykola Sjmatko Soshenko, een Oekraïense kunstschilder, ontmoette in 1835 Sjevtsjenko en werd met hem bevriend. Soshenko leerde hem de techniek van het gebruik van waterverf, introduceerde hem in diverse maatschappelijke kringen en hielp hem bij het kopen van zijn vrijheid.
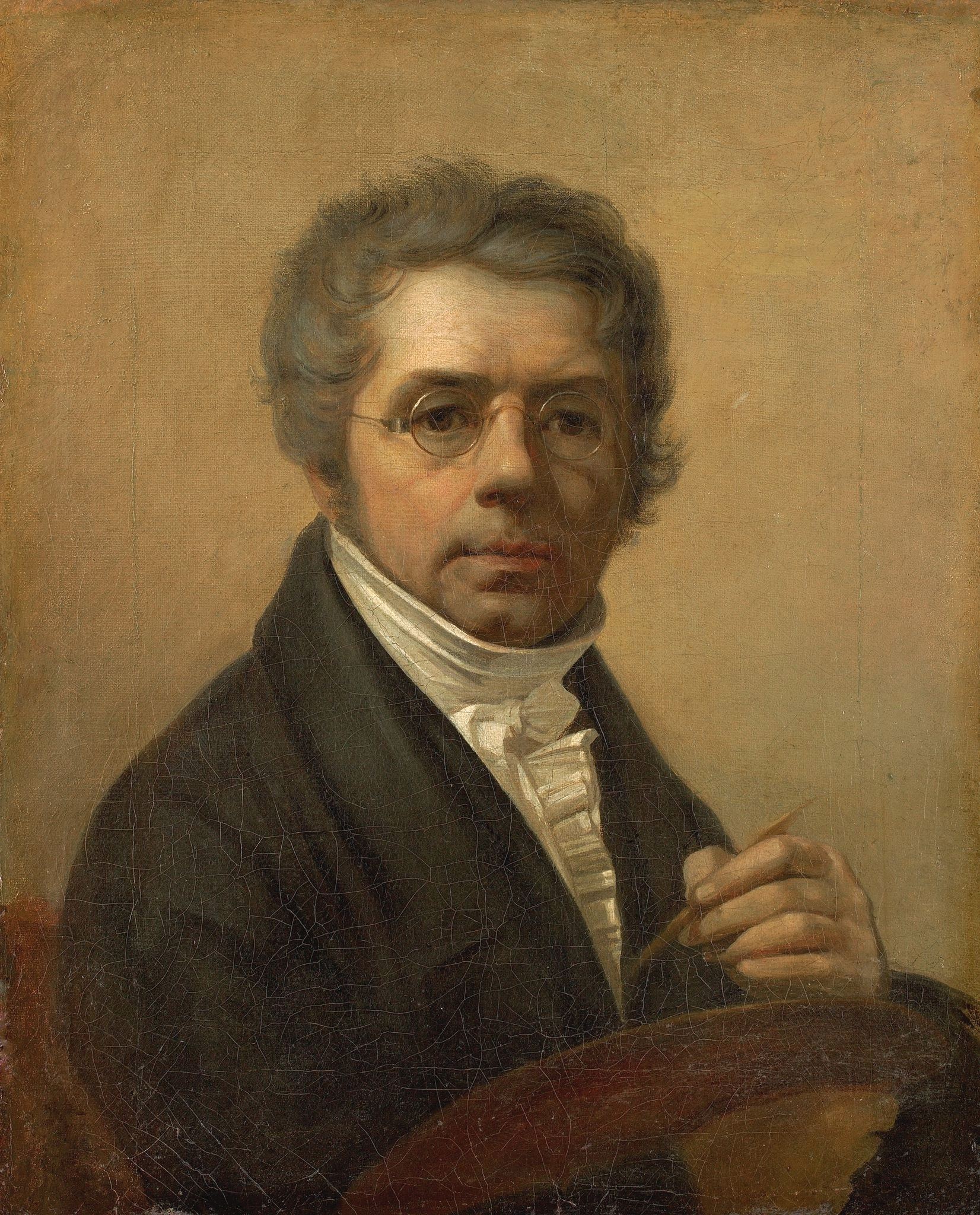
Aleksej Venetsjanov, 1780-1847. Zelfportret, 1811. Venetsianov startte een eigen school om jonge kunstenaars te onderwijzen. Tsaar Nicolaas I van Rusland benoemde hem tot hofschilder.
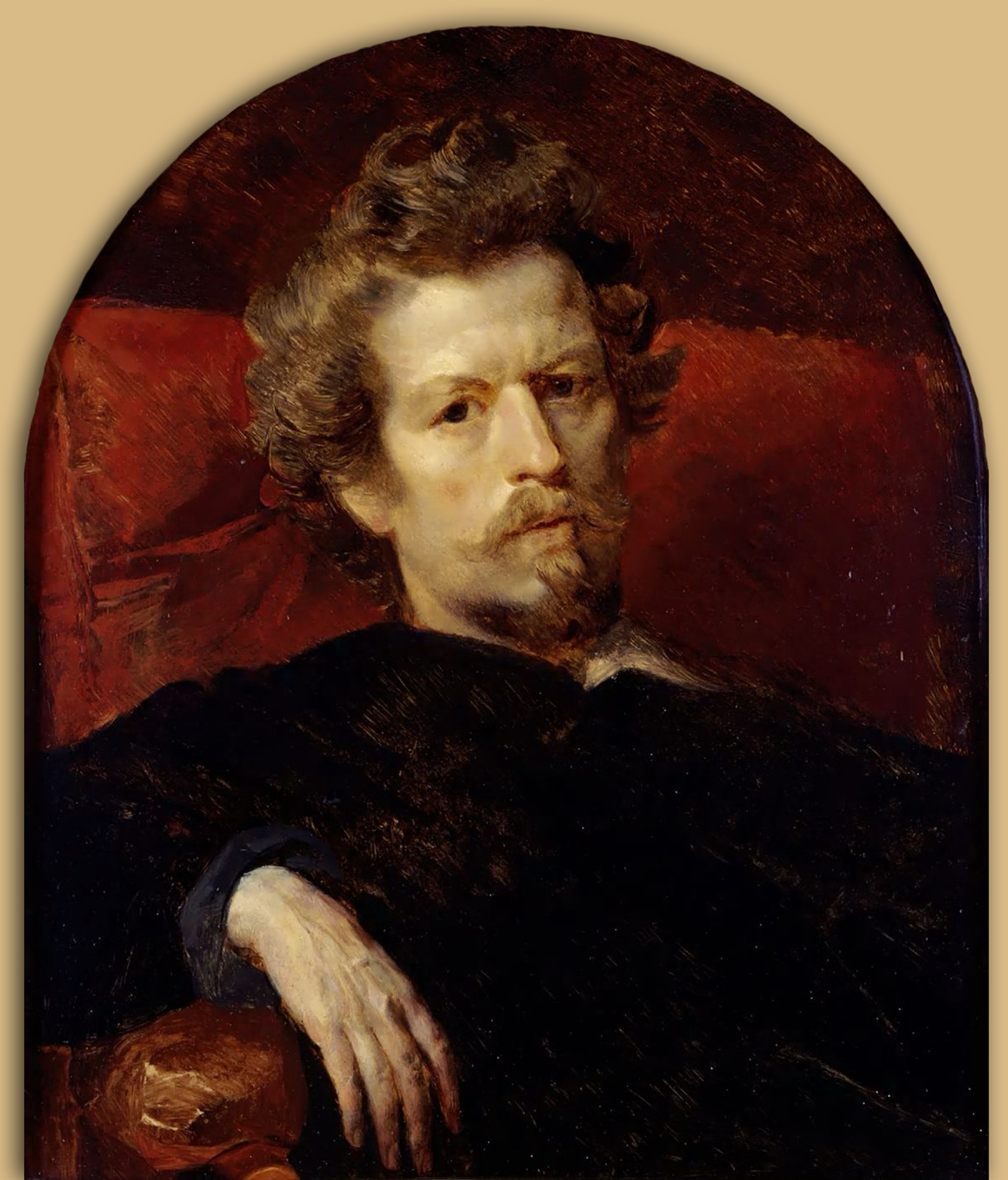
Karl Brjoellov, 1799-1852. Zelfportret, Olieverf op schilders karton,1848, 64,1x54. Karl Brjoellov een Russisch kunstschilder van Italiaanse afkomst (Carlo Brullo tot 1822). Hij werd de eerste Russische schilder die bekendheid verwierf in het buitenland.
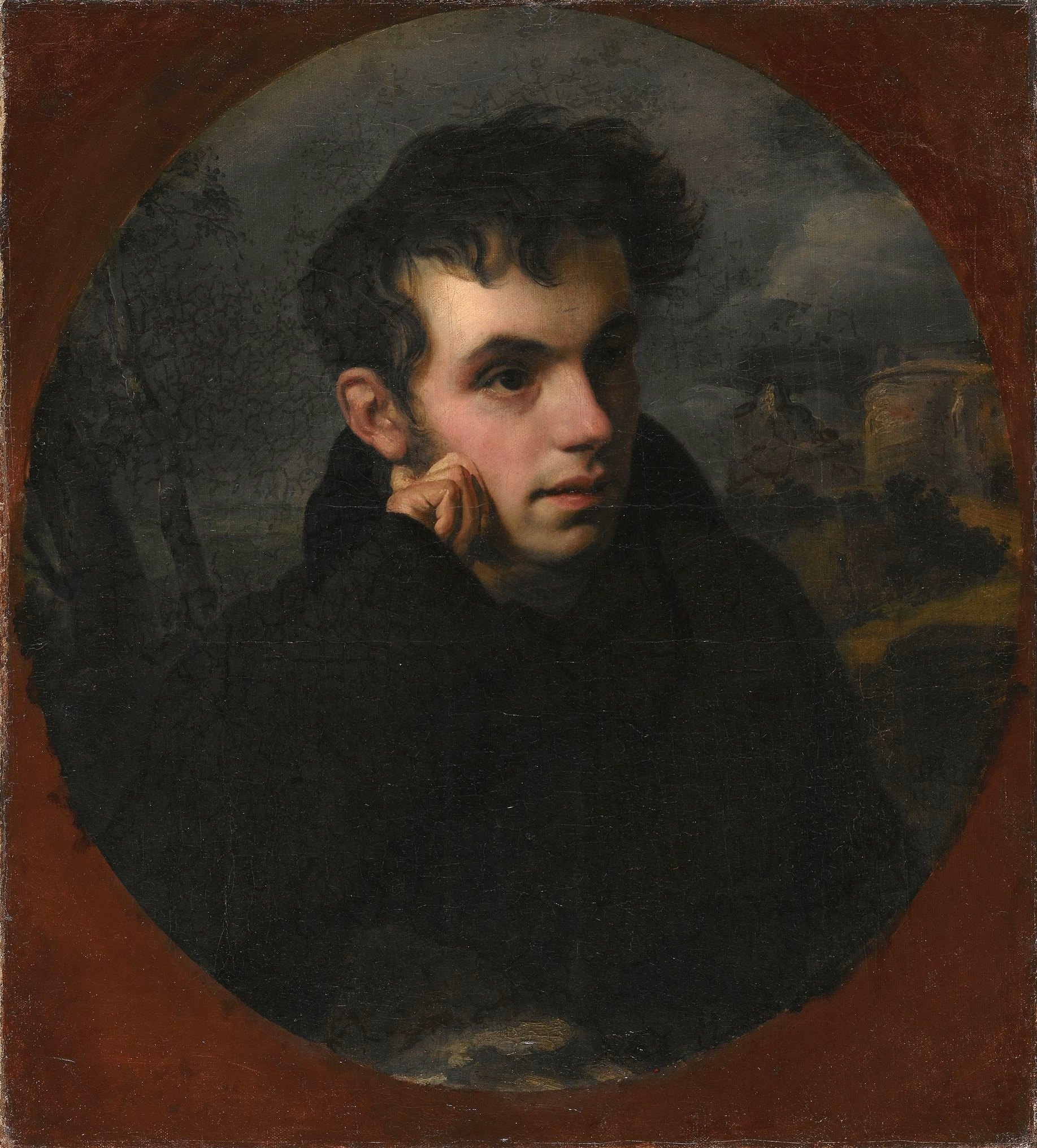
Vasili Zjoekovski, 1783-1852. Werk van Orest Adamovitsj Kiprensky, 1815.Zhukovsky was een Russische poëet, beschermheer van de kunst en leraar van de latere tsaar Alexander II van Rusland.
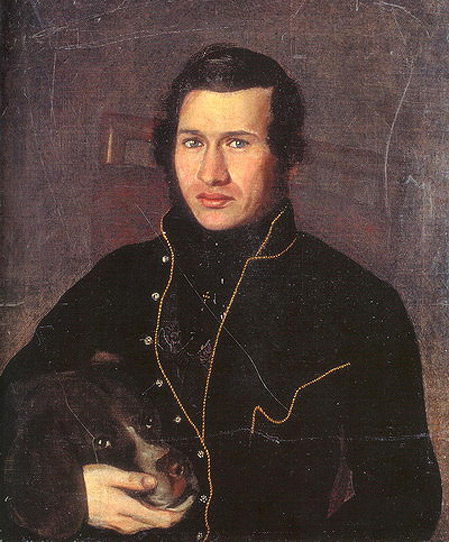
Yevhen Hrebinka 1812-1848. Yevhen Pavlovitsj Hrebinka was een Oekraïense schrijver en dichter. Hij hielp mede hem te bevrijden van zijn horigheid in 1838 en verzorgde ook de publicatie van Taras Sjevtsjenko's Kobzar in 1840.

### Taras Sjevtsjenko in Sint-Petersburg
In 1838 werd Sjevtsjenko, als vrij man, ingeschreven als student aan de Keizerlijke Kunstacademie van Sint-Petersburg. Hij verkoos om zijn studie bij professor Karl Brjoellov te volgen. In hetzelfde jaar werd hij intern student bij het Genootschap voor de Aanmoediging van Kunstenaars. Dit Genootschap had ook zijn eerste werken beoordeeld en voor toelating aan de Keizerlijke Kunstacademie geadviseerd. Tijdens de jaarlijkse examens ontving hij zijn eerste waardering, een zilveren medaille voor zijn schildering van een landschap. Deze medaille ontving hij wederom in 1840 voor zijn olieverfschildering, genaamd Bedelende Jongen geeft Brood aan een Hond.
Zijn artistieke talent ontwikkelde zich in Sint-Petersburg vooral in de richting van portretten, etsen illustratieve kunst. Dankzij zijn vrienden kwam hij in aanraking met progressieve personen en volgde hij diverse cursussen op het gebied van onder andere de Franse taal, filosofie en natuurkunde om zijn wereldbeeld te verruimen. Sjevtsjenko las veel Shakespeare, Goethe, Schiller, Walter Scott, Dickens en vele anderen. Het zijn ook zijn literaire werken waardoor Sjevtsjenko het meest wordt herinnerd. Hij is begonnen met schrijven van verschillende gedichten en een drama in 1837 tijdens zijn wandelingen door de zomertuinen. De eerste bundel van de Kobzar verscheen in 1840 met acht verzen en een voorwoord in versvorm, de Dumy moyi.
De Kobzar werd gemengd ontvangen; Sjevtsjenko werd voor zijn pogingen om in de Oekraïense taal te schrijven uitgemaakt voor “Boerenpoëet”. Hij trok er zich weinig van aan. Bij de meer progressieve lezers sloeg het werk in als een bom en werd met veel enthousiasme ontvangen om zijn lyrische stijl met veel gevoel voor zijn geboorteland en bevolking.
Werd Ivan Kotlyarevsky’s werk Eneyida (Oekraïens: Енеїда) beschouwd als het startpunt van de Oekraïense taal (geschreven in 1798, uitgegeven in 1809), de Kobzar van Sjevtsjenko geldt als een afronding van deze taal in de literatuur. Hoewel het grootste deel van zijn oeuvre is geschreven in de Oekraïense taal en ging over de Oekraïense geschiedenis, horigheid en het lot van het gewone volk heeft hij ook in het Russisch verschillende gedichten en een drama geschreven.
Sjevtsjenko's literaire werken en ideeën over het tsarisme en de aristocratie werden door sommige critici opgevat als dat hij een nationalist was en een tegenstander van Rusland.
Daarnaast is het ontegenzeggelijk dat zijn literaire werken een steeds grotere aanzet waren voor de bevolking van Oekraïne om de overheersers te verdrijven. Hij bezocht in 1843 Oekraïne en weer werd bevestigd in hem dat de grootste vijand de onderdrukkers waren, ongeacht hun herkomst. Tijdens dit bezoek kwam hij oog in oog te staan met de economische, sociale en nationale onderdrukking van het tsaristisch regime van het Russische Keizerrijk.
Na zijn bezoek aan Oekraïne studeerde hij verder in Sint-Petersburg en studeerde af aan de Kunstacademie in 1845. Hij keerde direct terug naar Oekraïne.

#### Het boek: Kobzar
Kobzar (letterlijk de kobza (Oekraïense: кобза) speler of minstreel). Het is de titel van de eerste serie van de gedichten van Sjevtsjenko. De Kobzar bevat acht gedichten en een voorwoord in dichtvorm, de meeste zijn in de vorm van romantische ballades. De eerste druk is verschenen in 1840 bij P. Martos in Sint-Petersburg. De titel Kobzar wordt af en toe ook gebruikt voor het literaire oeuvre van Sjevtsjenko en wordt ook beschouwd als het symbool van de Oekraïense literatuur en een wederopstanding van Oekraïne. De literatuur van Sjevtsjenko heeft een werking op de nationale geest van Oekraïense bevolking. Er zijn twee bundels verschenen met dezelfde naam in 1844 en 1860 met nieuwe gedichten.

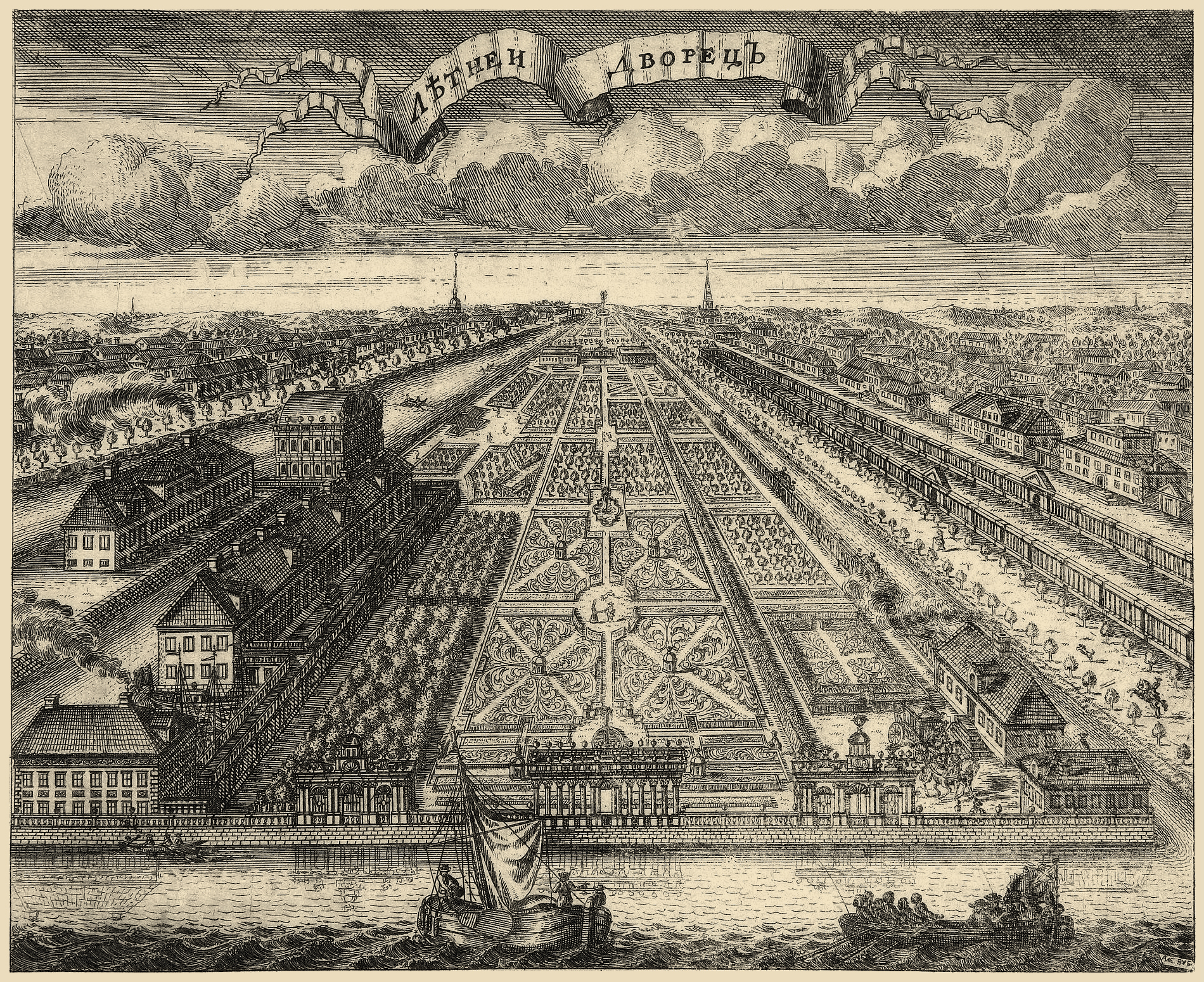
De Zomer Tuinen. in Sint Petersburg aangelegd door Tsaar Peter I van Rusland. Alexey Zubov, Russisch etser, 1716.
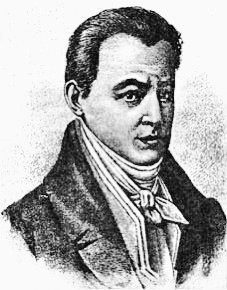
Ivan Petrovych Kotlyarevsky 1769-1838. Oekraïense schrijver, poet en toneelschrijver.
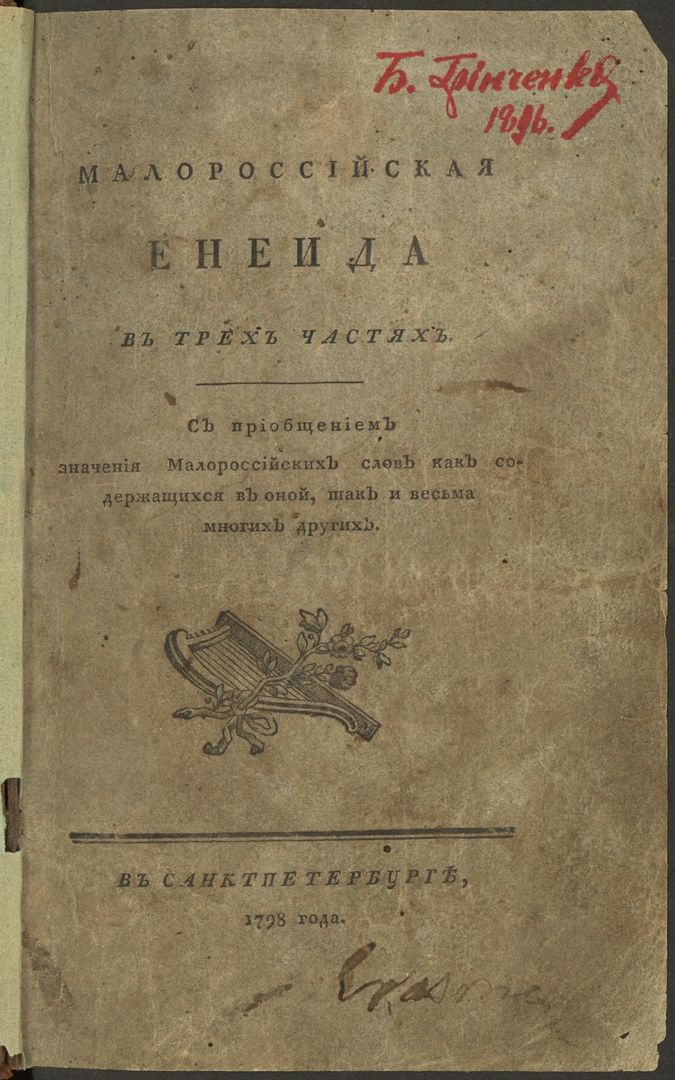
Eneyida. Eerste uitgave van Eneyida, 1809.
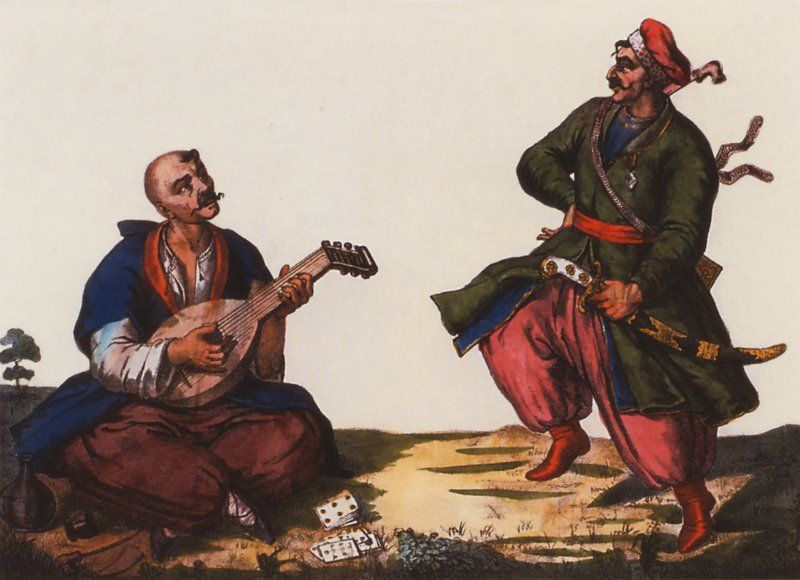
Kozak met Kobza. De kobza is een Oekraïense volksmuziek instrument uit de luit familie.
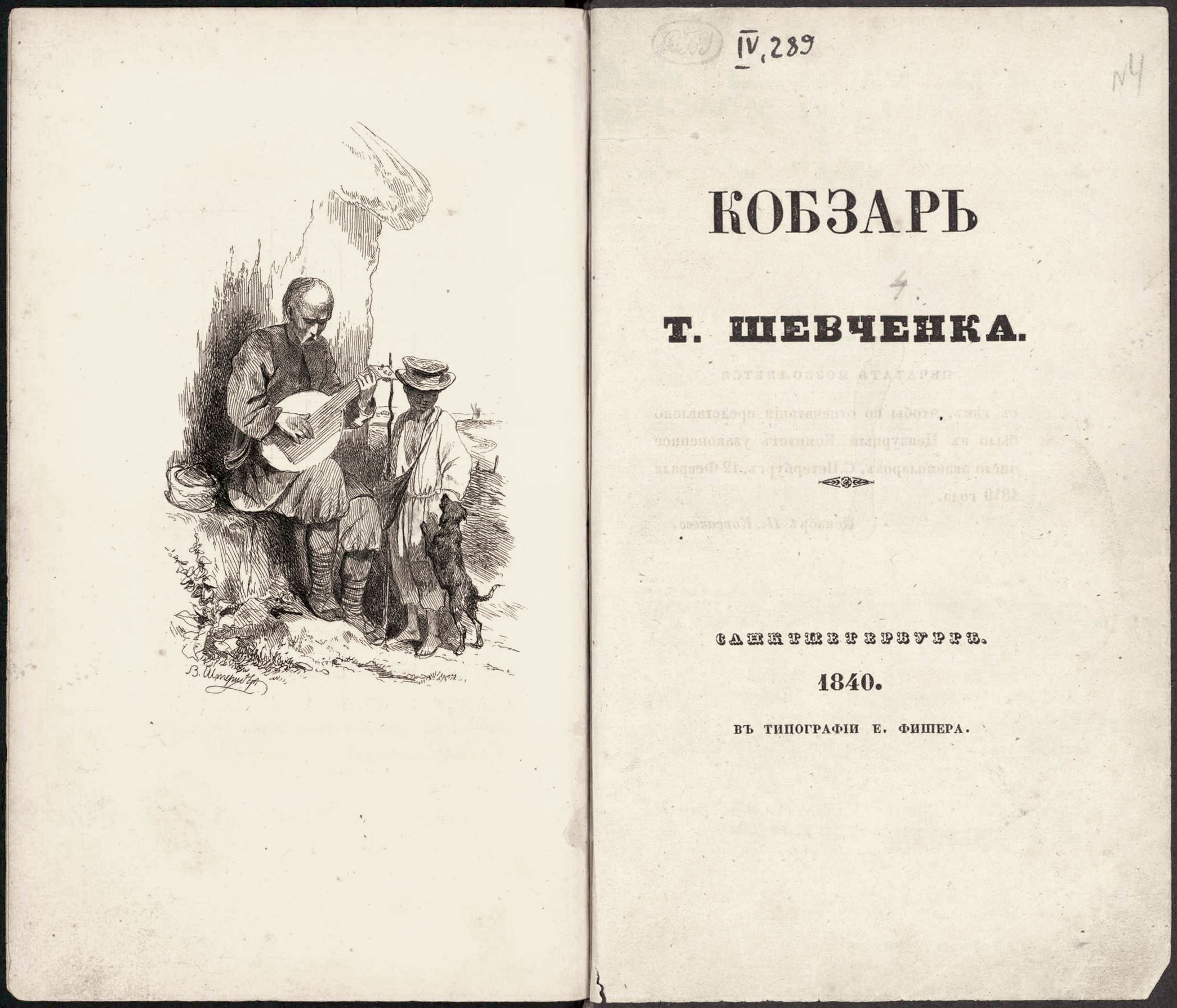
Taras Sjevtsjenko. Omslag van de eerste druk van de Kobzar, 1840.
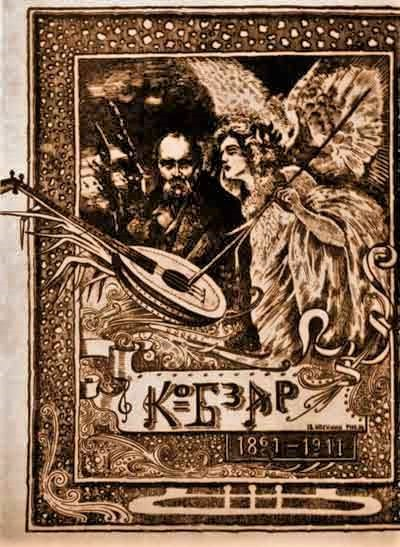
Taras Sjevtsjenko. Omslag van de Kobzar, 1911.

### Arrestatie en verbanning
Na zijn terugkeer in Oekraïne werd Sjevtsjenko politiek actief. Hij ontmoette de historicus Nikolaj Kostomarov en trad toe tot de Broederschap van de Heilige Cyrillius en Methodius, een ondergrondse beweging tegen de horigheid en onderdrukking. Deze politieke Broederschap was tevens gewijd aan de politieke liberalisering van het Keizerrijk en het stichten van een politieke federatie van Slavische landen.
De naam van de Broederschap is afgeleid van de twee broers en monnikenbroeders, de Heilige Cyrillus van Saloniki en de Heilige Methodius, de verspreiders van het christendom onder de Slavische volkeren. In deze gemeenschap waren twee stromingen, een stroming om reformen te bewerkstelligen van het Tsaristische bewind en een tweede, een meer radicale stroming, die voorstander was van rebellie en opstand van de bevolking tegen de overheersers en eigenaren. Sjevtsjenko werd een van de leiders van deze radicale fractie. Tijdens deze periode werkte Sjevtsjenko voor de Archeologische Commissie om schetsen en schilderijen te maken van culturele bezienswaardigheden in de provincies Kiev, Poltava en Volyn.
In 1847 werden de leden van de Broederschap verraden door een informant en Taras Sjevtsjenko werd op 5 april 1847 gearresteerd en op transport gesteld naar Sint Petersburg voor verder onderzoek door de Tsaristische autoriteiten. Sjevtsjenko weigerde te zwichten voor en afstand te doen van zijn acties en keurde, ter verdediging, de onderdrukking door het Tsaristische regime af van zowel in Oekraïne, als in het gehele Keizerrijk. Sjevtsjenko werd verbannen en in de rang van soldaat werd hij naar de vesting Orenburg overgebracht in de zuidelijke Oeral. Een speciale aantekening van de tsaar vergezelde hem, “Hij moet onder strikt toezicht staan met het verbod te schrijven en schilderen”. Sjevtsjenko's straf was in feite levenslang maar toen tsaar Nicholas I tien jaar later stierf kwam hij vrij. Tien jaren had Sjevtsjenko gegeven voor de zaak van de vrijheid. Zijn medestrijder in de radicale stroming M. Hulak, die ook weigerde, kreeg een geringere straf van drie jaar. De meer gematigde leden bekenden en kregen relatief lage straffen. Vanuit Orenburg werd Sjevtsjenko doorgestuurd naar de vesting Orsk in de provincie Orenburg. Orsk was een desolate omgeving voor de soldaten. Het monotone dagritme bestond uit exercitie en hard werken en in de avonden luisterde hij na de verhalen van vernederingen en slagen. Sjevtsjenko verbleef tien jaren in Orsk. Zijn gezondheid leed er onder, maar zijn geest brak niet door de behandelingen die hij te verduren kreeg. Niettegenstaande het bevel van de tsaar ontstonden in het geheim nieuwe gedichten van hoge kwaliteit.

In 1848 kreeg hij de kans om met een expeditie naar het Aralmeer te gaan. Daar maakte hij tekeningen en waterverftekeningen. Een interessant, hoogwaardig en artistiek document ontstond tijdens deze expeditie. Tijdens deze periode ontstonden wederom vele gedichten, autobiografische gedichten en liederen. Deze periode staat ook bekend als de Kos-Aralperiode. In de herfst van 1849 keerde de expeditie terug, de schetsen en tekeningen werden naar het hoofdkwartier gestuurd, vergezeld van het verzoek de straf te verlichten. Ondertussen, in afwachting van het antwoord op dit verzoek, mocht hij in een andere kamer gaan wonen, normale kleding dragen en doorgaan met schrijven en schilderen. Een jonge luitenant gaf dit door en zijn kamer werd doorzocht en alles in beslag genomen. Tevens werd Sjevtsjenko op bevel van de tsaar overgeplaatst naar Fort Novopetrovski, het huidige Fort-Şevçenko in Kazachstan. Deze vesting ligt aan de noordoostkust van de Kaspische Zee. Voor de tweede maal werd hem verboden te schrijven en te schilderen. Ook hier bleef Sjevtsjenko ongebroken en uit verveling begon hij een dagboek te schrijven. Twee jaar na de dood van Tsaar Nicholas I kreeg Sjevtsjenko amnestie en in 1857 werd hij vrijgelaten onder de regeerperiode van de nieuwe Tsaar Alexander II. Hij schrijft dan in zijn dagboek:

Sjevtsjenko mocht niet naar Sint-Petersburg, maar kwam terecht in Nizjni Novgorod. Daar bezocht zijn vriend, de Oekraïense en Russische acteur Michail Sjtsjepkin (1788-1863) hem; deze Sjtsjepkin was ook van (vaderszijde) afkomstig uit een horige familie en was vrijgekocht door bewonderaars. In mei 1859 mocht hij terug naar Oekraïne en kocht Sjevtsjenko een stuk land bij Pekariv (district Tsjernihiv). In juli 1859 werd hij weer gearresteerd, maar direct weer vrijgelaten. Hem werd toen bevolen naar Sint-Petersburg te gaan.

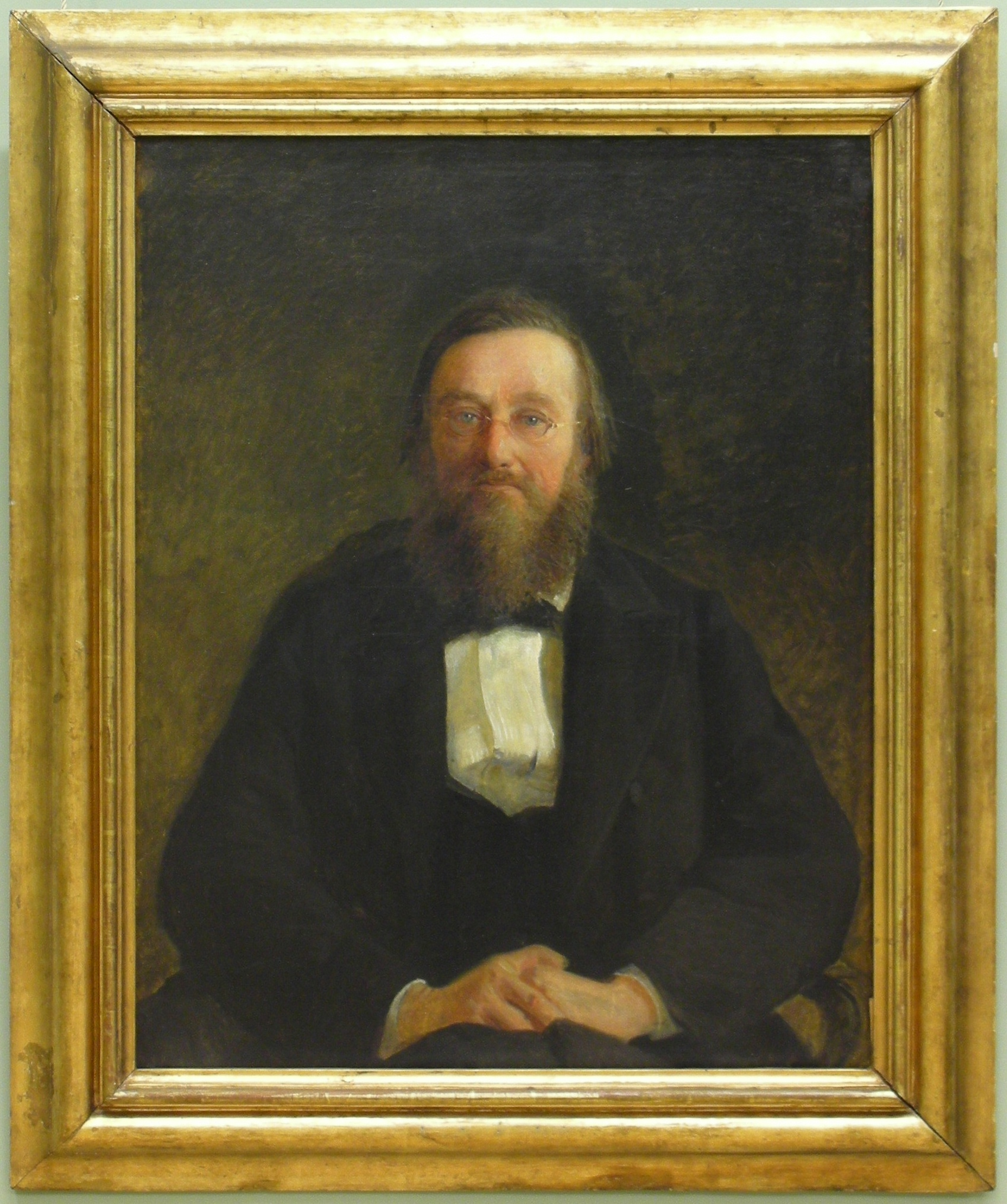
Nikolay Kostomarov 1817-1885 Hij is een van de meest bekend historici van Oekraïne en Rusland. Nikolay Ghe (1831-1894), Olieverf op canvas.
Sint Cyril 827-869 en Sint Methodius 826-885 Muurschildering van Zahari Zograf (1810–1853) een Iconen schilder uit Bulgarije, Troyan Klooster in Bulgarije, 1848.
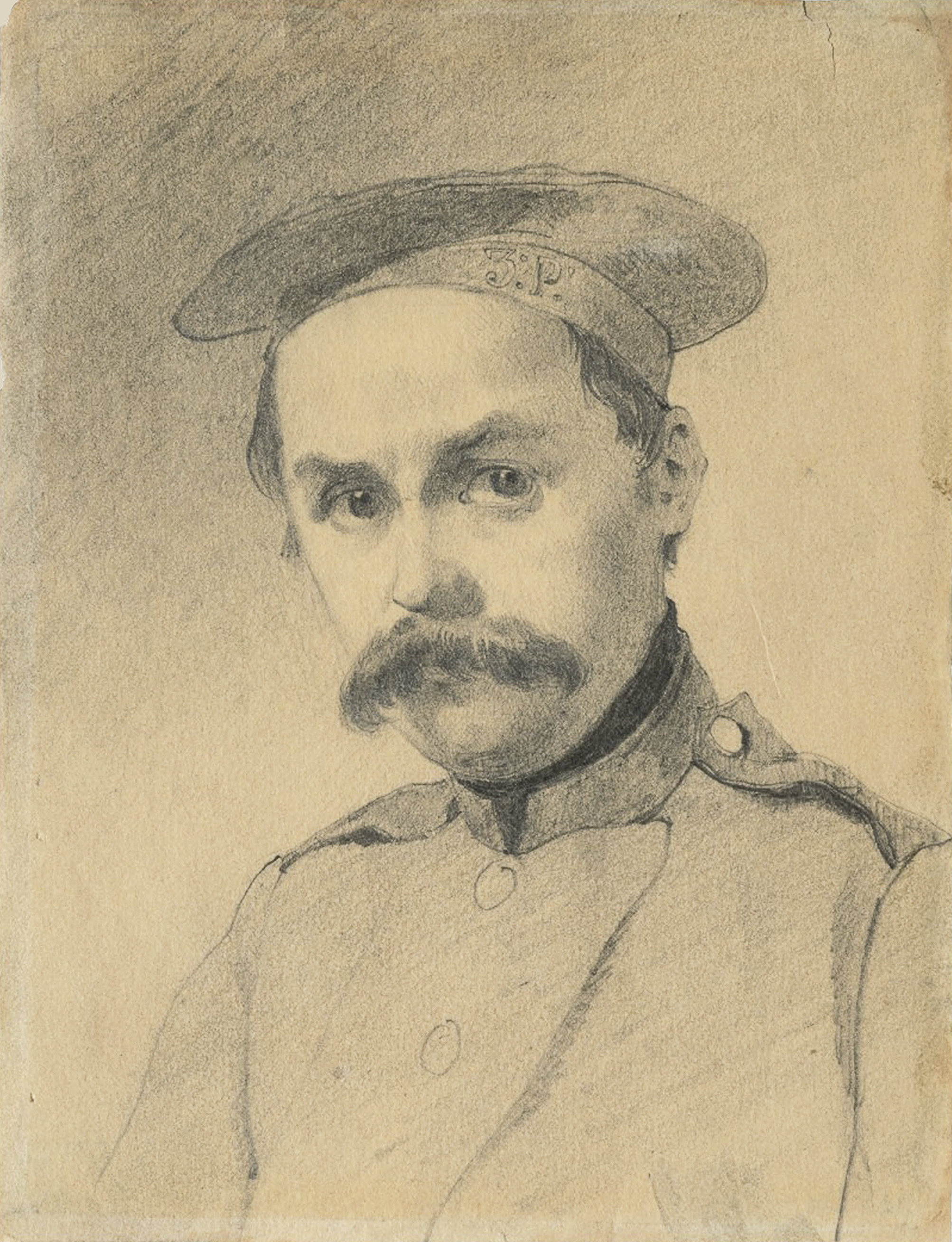
Taras Sjevtsjenko. Taras Sjevtsjenko als soldaat van de derde compagnie (3P) van het 5de Bataljon van het Fort Orsk garnizoen in Orsk( Russian: Орск) gelegen in de Orenburg provincie (Russian: Оренбу́ргская о́бласть, Orenburgskaya Oblast) in het zuidoosten van de Oeral. Potlood tekening op papier, 23 juni 1847.
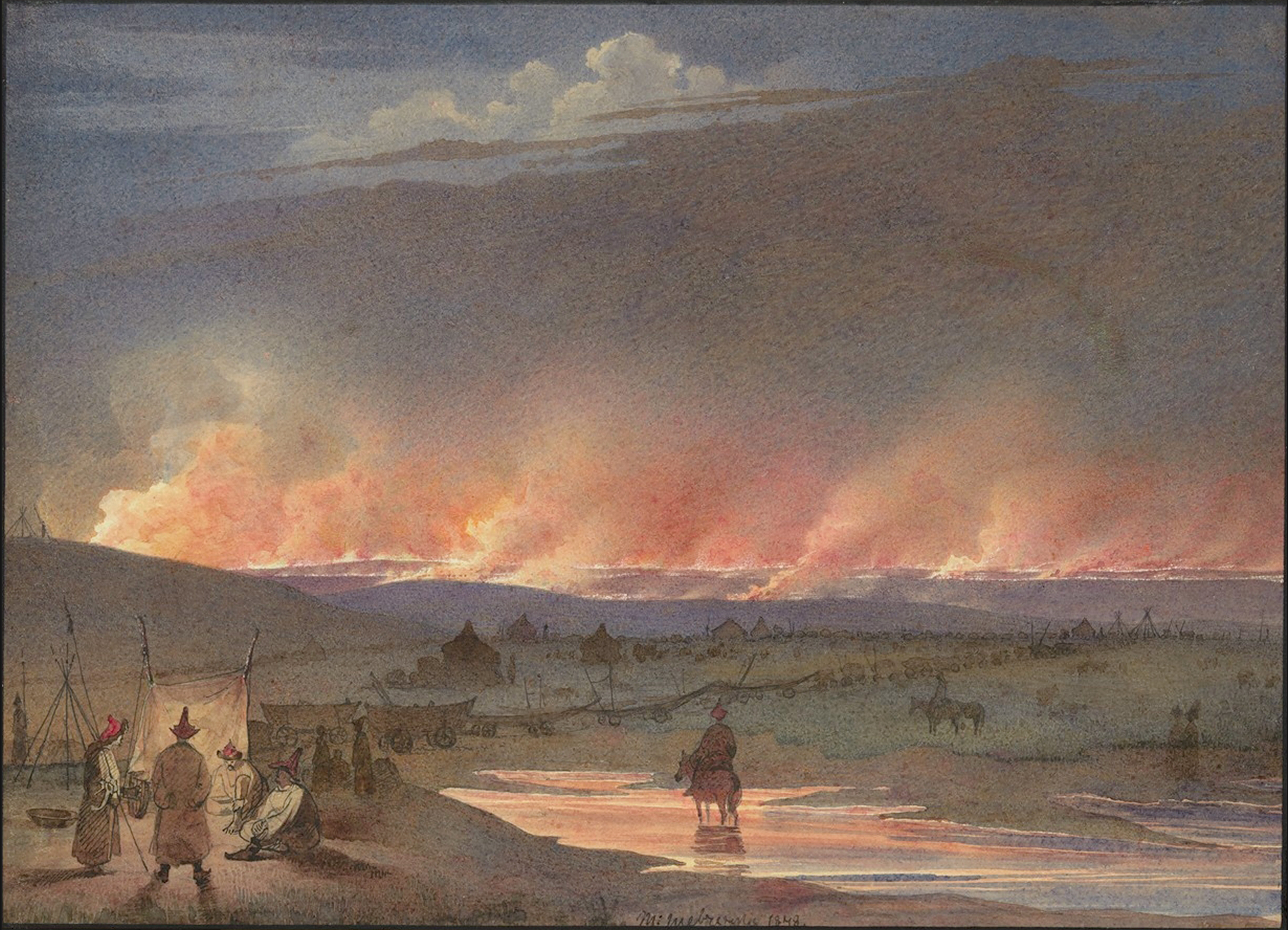
Taras Sjevtsjenko. Steppen brand, Waterverf op papier, 1848.
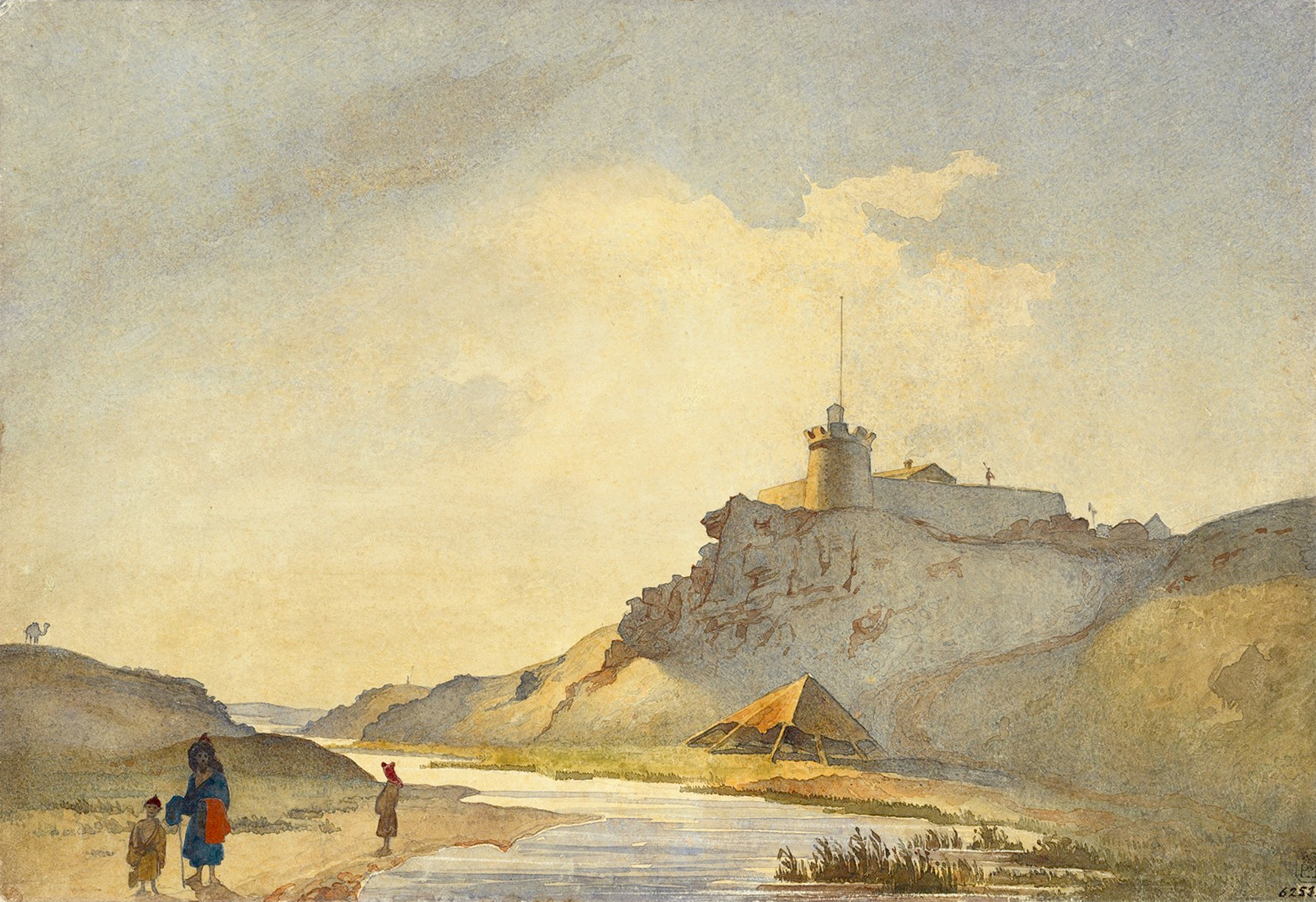
Taras Sjevtsjenko. Vesting Kara-Butak. Waterverf op papier, 1848-1849.
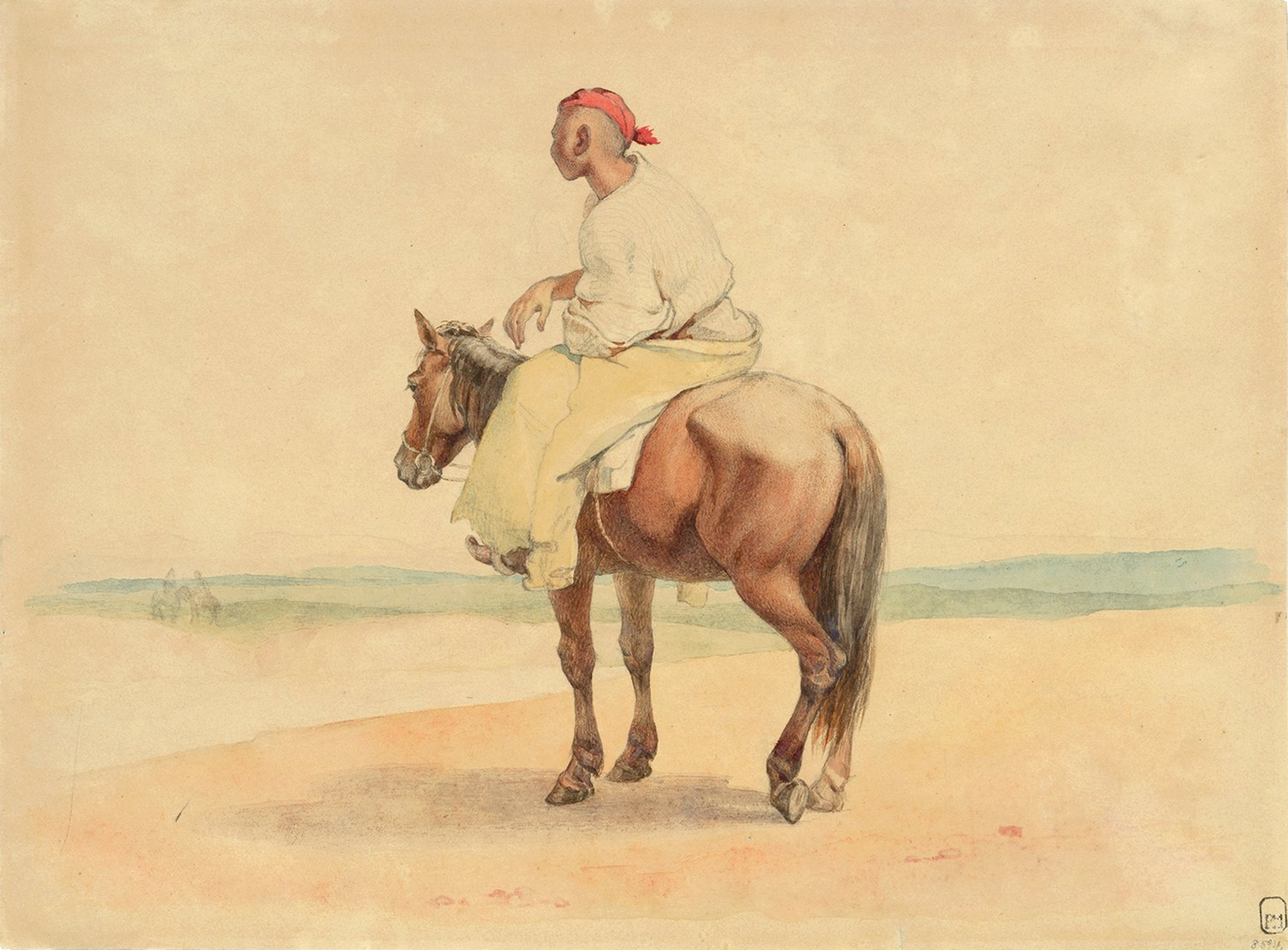
Taras Sjevtsjenko. Kozak op rug van een paard. Waterverf op papier, 1848-1849.
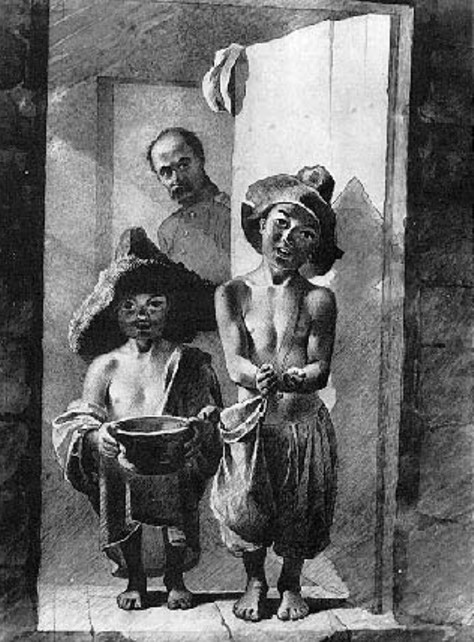
Taras Sjevtsjenko. Bedelende kinderen uit Kazachstan. Sepia op papier, 1853.
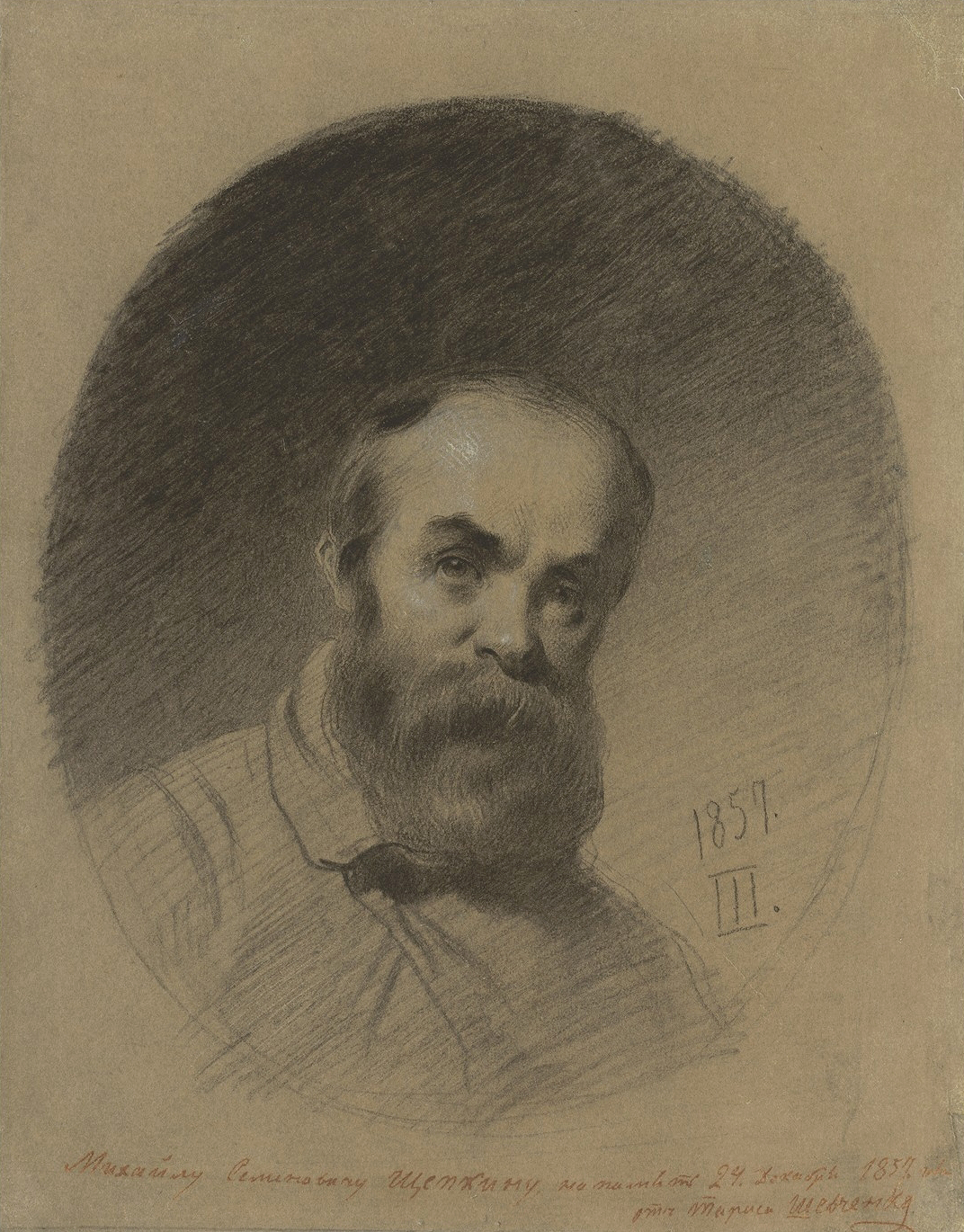
Taras Sjevtsjenko. Gift aan Mykhailo Shchepkin, acteur, die Taras Sjevtsjenko bezocht in Nizhniy Novgorod (Gorky). Taras Sjevtsjenko was net uit zijn exil teruggekomen. Potlood tekening op papier, 28-11-1857.

### Laatste jaren
Op een vissersboot stak Sjevtsjenko, op 2 augustus 1857, de Kaspische zee over van Novopetrovsk, nu Aktau in Kazachstan, naar Astrachan aan de rivierdelta van de Wolga. Vandaar met een stoomboot over de Wolga naar Nizjni Novgorod. Aan boord ving hij wederom aan zijn laatste en revolutionaire werken te schrijven. Aan zijn dagboek vertrouwde hij toe:

Bij aankomst in Nizjni Novgorod werd hem aangezegd de stad niet te betreden, hij woonde daarom ongeveer zes maanden in buitenstad van Nizjni Novgorod. Hij schreef in zijn dagboek:

Taras Sjevtsjenko begon zijn vroegere literaire oeuvre te herlezen, corrigeerde waar nodig of herschreef bepaalde gedeeltes van zijn vroegere werken. Gelijktijdig begon hij aan een nieuw gedicht “De Neofieten”. Het gedicht liet Taras Sjevtsjenko afspelen in het oude Romeinse Rijk, de lezer begreep echter deze camouflages, Tsaar Nicholas I als Nero, de rijke landeigenaren als de patriciërs en het volk als de onderdrukte. De Neofieten speelden de rol van de revolutionairen en kampioen van het volk.
In een van de gedichte die Taras Sjevtsjenko schreef tijdens zijn verblijf bij Nizjni Novgorod zegt zijn muze:

Dat was voor Sjevtsjenko zijn voornaamste streven in het leven. Hij bleef zijn hele leven trouw aan dit principe, als persoon, als burger, als kunstenaar en schrijver. Sjevtsjenko begreep de kracht van zijn kunstuitingen. In zowel zijn visuele kunst als in zijn woorden en geschriften. Dit waren zijn strijdwapens in het bereiken van een menswaardig en gelukkig leven van een vernederd en onderdrukt volk.
Sjevtsjenko kreeg toestemming, in maart 1858, om naar Sint Petersburg terug te keren. Via Moskou waar hij zijn vrienden, onder andere Mikhail Shchepkin bezocht, kwam hij aan in Sint Petersburg. Onderweg ondervond Sjevtsjenko dat hij en zijn geschriften goed ontvangen waren. Hij realiseerde zich ook dat een keerpunt was bereikt in de strijd voor gelijkheid. Een gelijkheid bewerkstelligd door een democratie, maar revolutionaire groepering in het Russische Keizerrijk. In de lente van 1858 kwam Sjevtsjenko aan in Sint Petersburg hij was vrij, maar een vrijheid onder een strikt politietoezicht. Niettegenstaande dit toezicht werd Sjevtsjenko overal ontvangen. Hij raakte bevriend met de schrijvers van het progressieve tijdschrift “Sovremennik”, De Vernieuwing. Zijn politieke gedichten werden nu gekenmerkt door een rijpheid en stekeligheid en riepen de bevolking op om te strijden en hij voorspelde al de executie van de tsaar.
In 1859 bezocht Sjevtsjenko voor de laatste maal Oekraïne, zijn familie, vrienden en bekenden. Hoewel hij onder constant toezicht stond van de autoriteiten, wist hij toch op bijeenkomsten te spreken. Hij werd weer gearresteerd, uit Oekraïne verbannen en op transport gezet naar Sint Petersburg. Daar woonde hij op een zolderkamer van de Kunstacademie in Sint Petersburg. In 1860 ontving hij van de Kunstacademie nog een onderscheiding en werd hij beloond voor zijn ets- en graveurwerkzaamheden en werd hij Lid van de Kunstacademie, voor zijn etskunst.
Taras Sjevtsjenko stierf op 10 maart 1861, een dag na zijn 47ste verjaardag.
Taras Sjevtsjenko werd eerst begraven op de Smolensk-begraafplaats in Sint Petersburg. Zijn wens, verwoord in zijn gedicht "Zapovit" ("Testament"), om zijn laatste rustplaats in Oekraïne te vinden werd door zijn vrienden uitgevoerd. Sjevtsjenkos overblijfselen werden met de trein overgebracht naar Moskou vandaar met paard en wagen naar zijn geboorteland. Hij werd herbegraven op 8 mei 1861 op de zogenaamde Tsjernetsja Hora (Monnikenheuvel, nu Taras-heuvel) aan de Dnjepr in de nabijheid van de stad Kaniv. Boven zijn graf is een hoge heuvel geplaatst. Het graf is onderdeel van het Kanivs Herdenkingsmuseum en Kanivs Natuur- en Historisch Park. Voor vele Oekraïners en anderen is deze plek een bedevaartsoord geworden.
De kunstenaar Sjevtsjenko stierf zeven dagen voor de dag dat de "Emancipatie van de Lijfeigenen" werd aangekondigd. Zijn werk en levenswijze van standvastigheid wordt nog altijd in Oekraïne en andere landen herdacht.

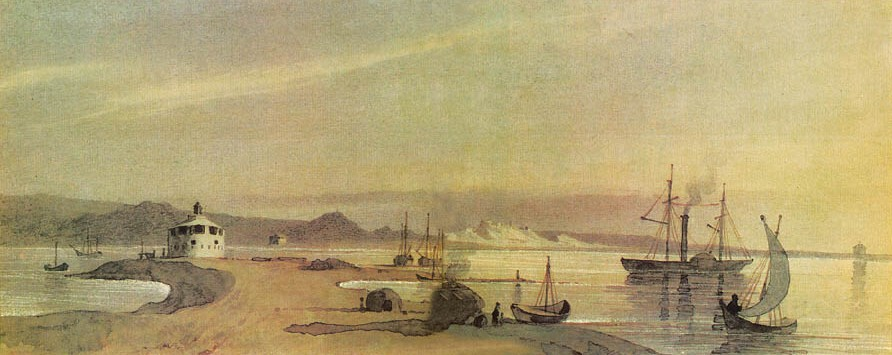
Taras Sjevtsjenko De vesting Novopetrovsk op de heuvels gebouwd, vanuit zee gezien. Waterverf op papier, 1856-1857.
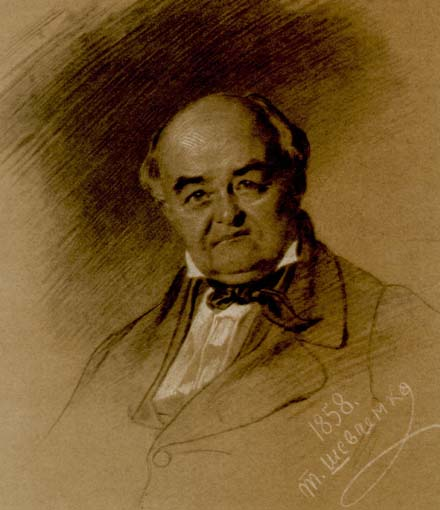
Mikhail Semyonovich Shchepkin. Deze beroemde acteur bezocht Taras Sjevtsjenko in Nizjni Novgorod.
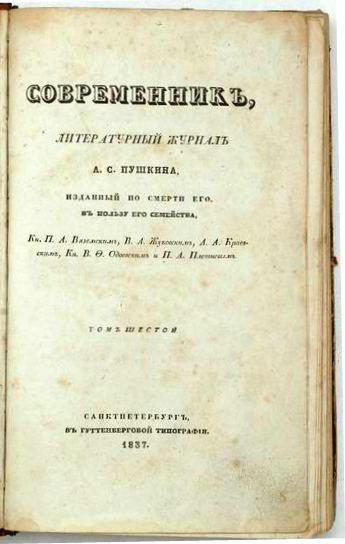
Sovremennik, De vernieuwers. 1836-1866 Een Russisch literaire, sociale en politieke uitgave. Werd oorspronkelijk uitgegeven door Aleksandr Poesjkin.

## Voorbeelden van kunstwerken

### Zelfportretten van Taras Sjevtsjenko

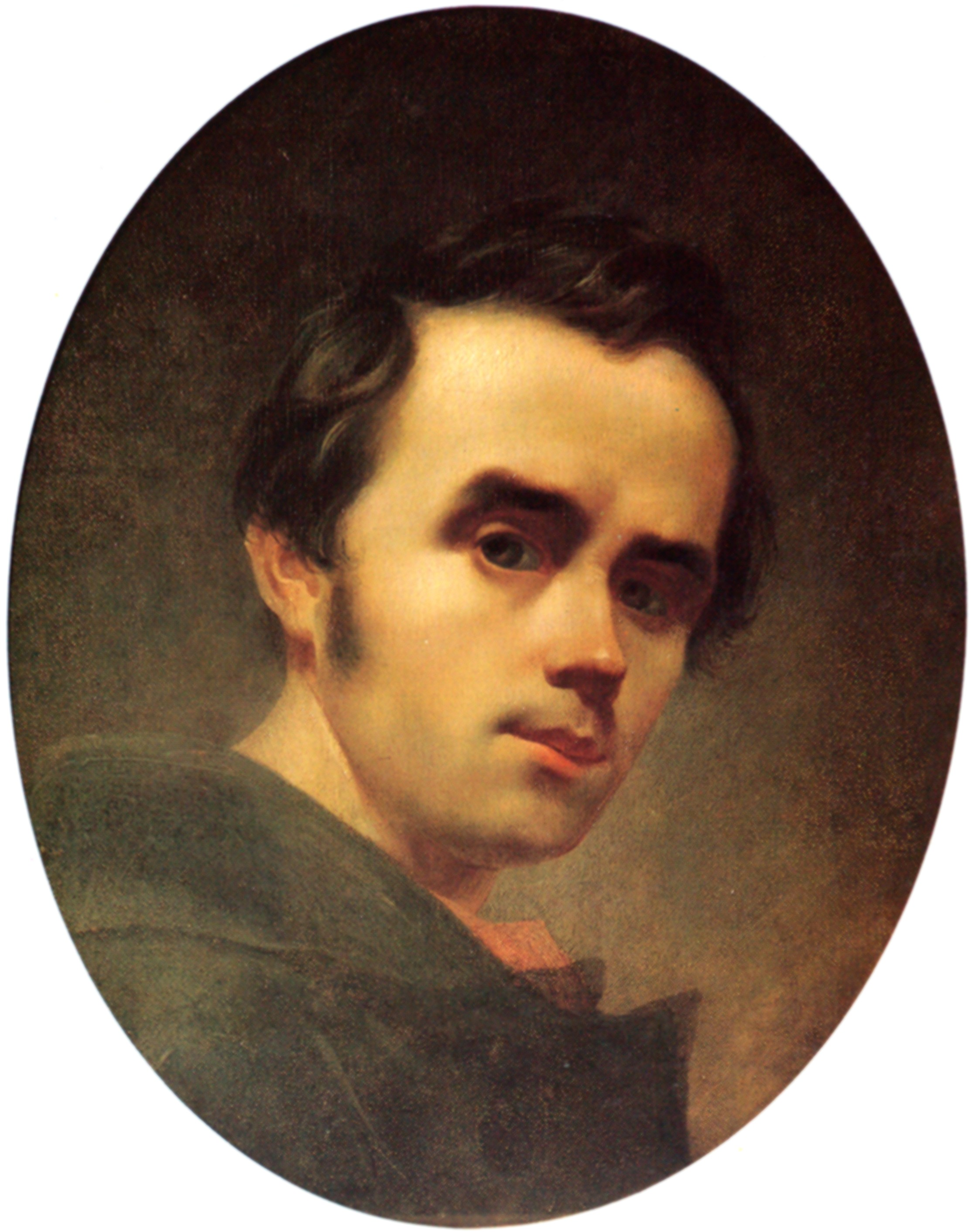
Taras Sjevtsjenko. Zelfportret uit 1840 als student aan de Keizerlijke Kunstacademie van Sint Petersburg. Dit als eerste bekend zijnde zelfportret staat op de voorzijde van het 100 Grivna bankbiljet van Oekraïne. Olieverf op linnen, 1840.
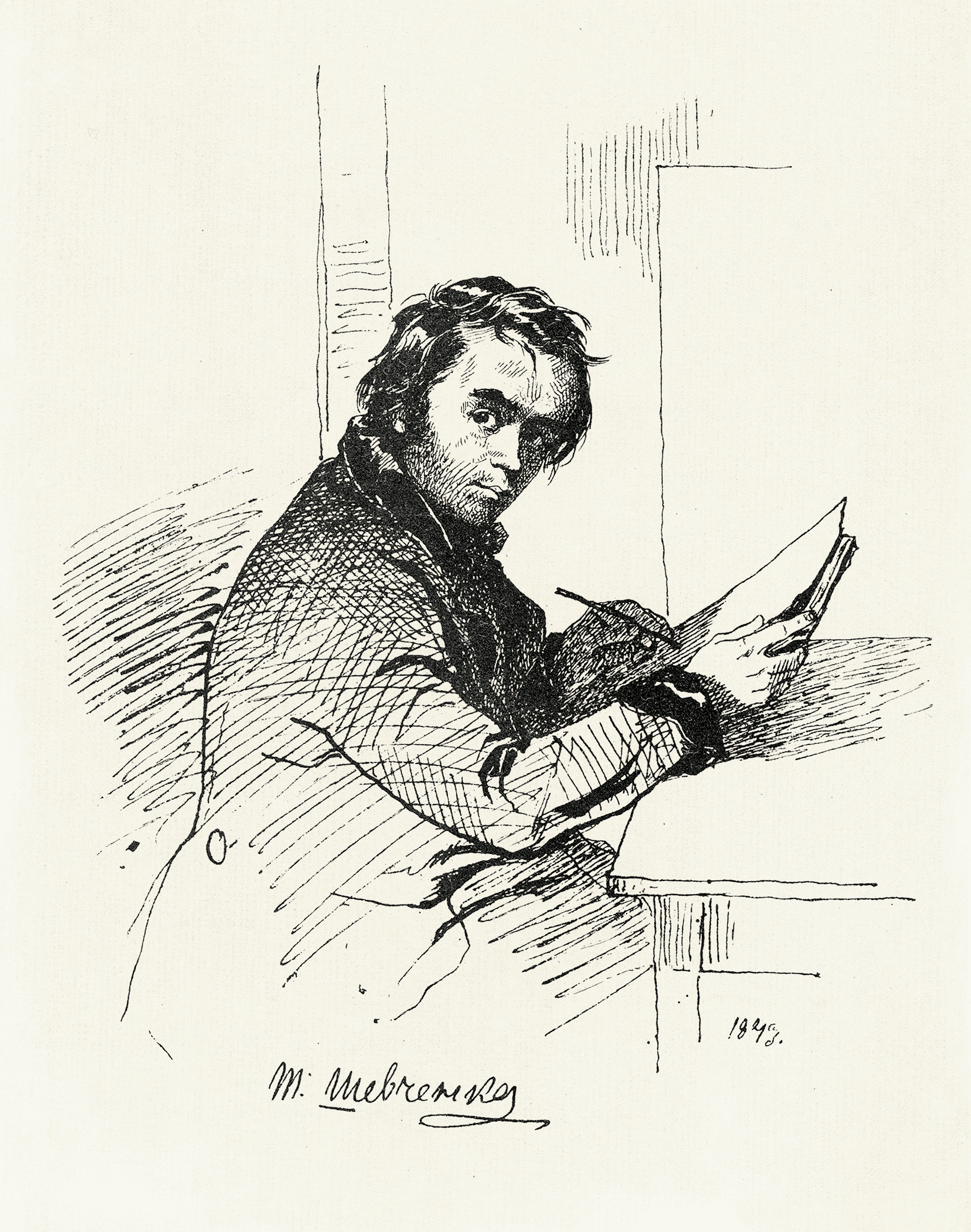
Taras Sjevtsjenko. Taras Sjevtsjenko in Iahotyn (Kiev provincie). Dit zelfportret was een gift aan prinses Varvara Repnina-Volkonskaia, uit de bevriende prinselijke Repnin familie. 23-26 november 1843 Pen inkt tekening op papier, november 1843.
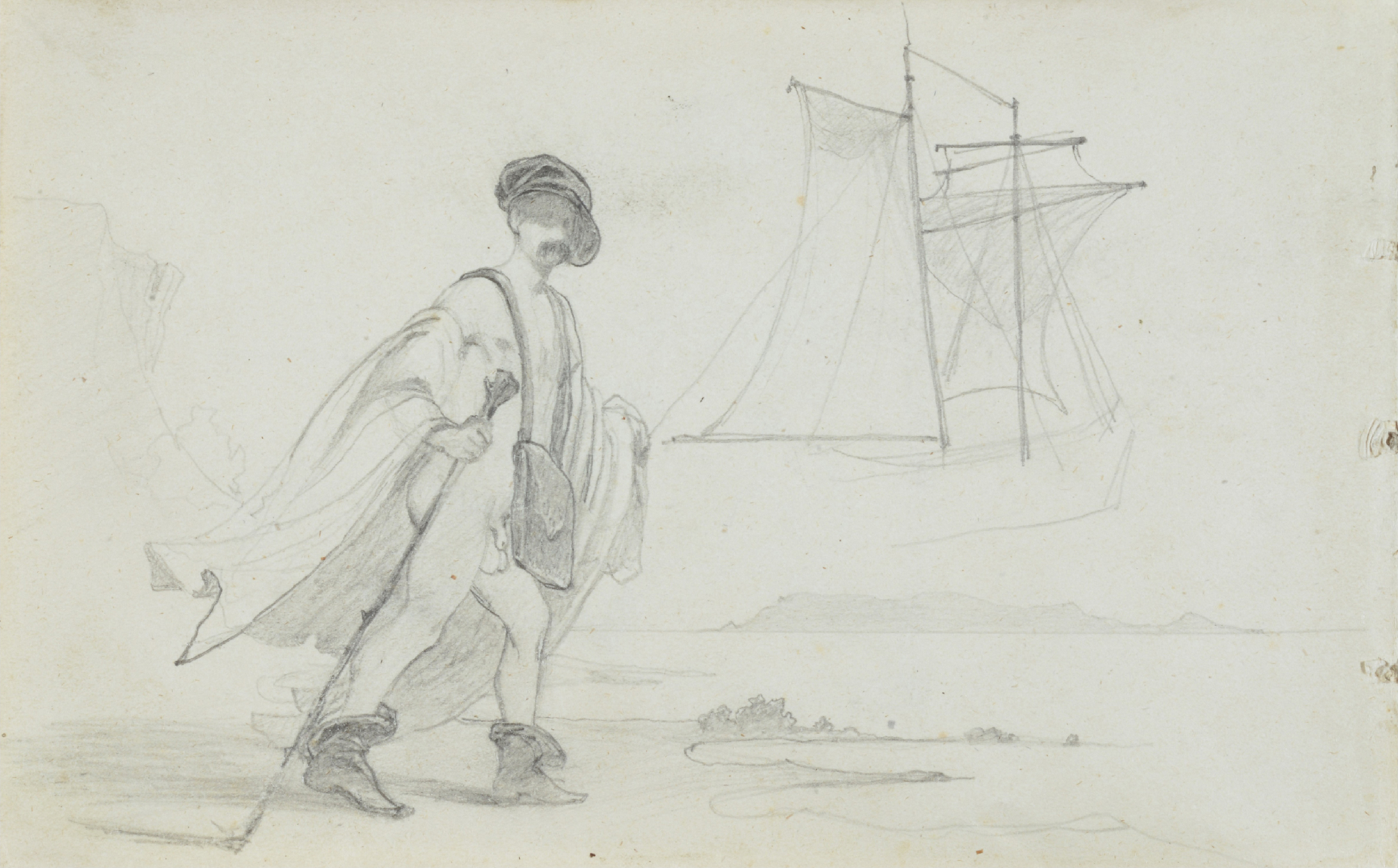
Taras Sjevtsjenko. Zelfportret, naakt met schip, 1848.
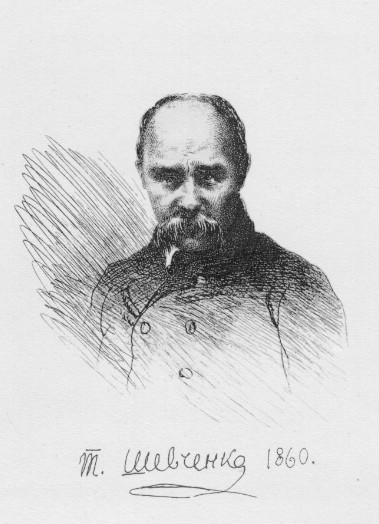
Taras Sjevtsjenko Ets, Zelfportret gemaakt in Sint Petersburg op 14 maart 1860.
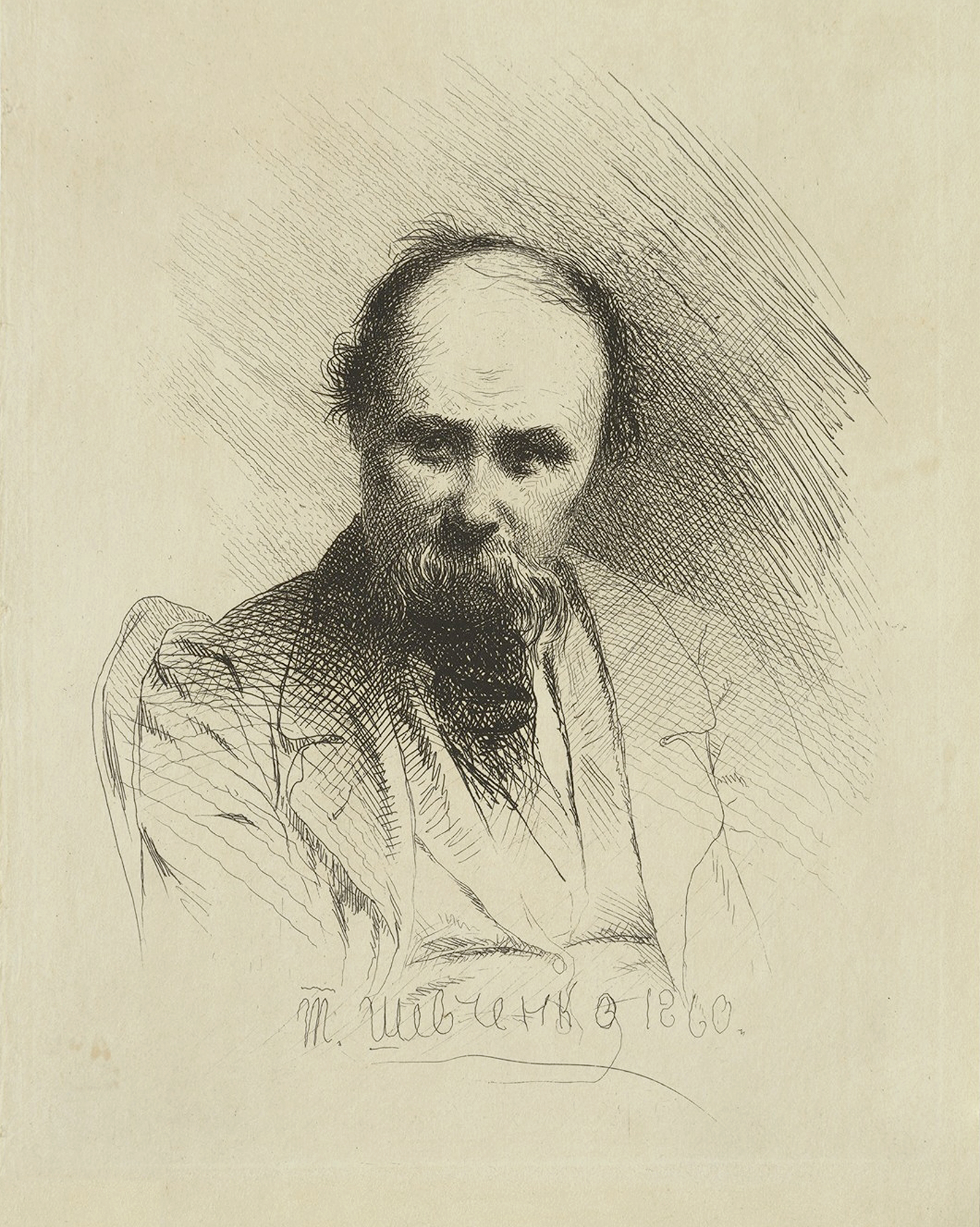
Taras Sjevtsjenko. Zelfportret, 1860.
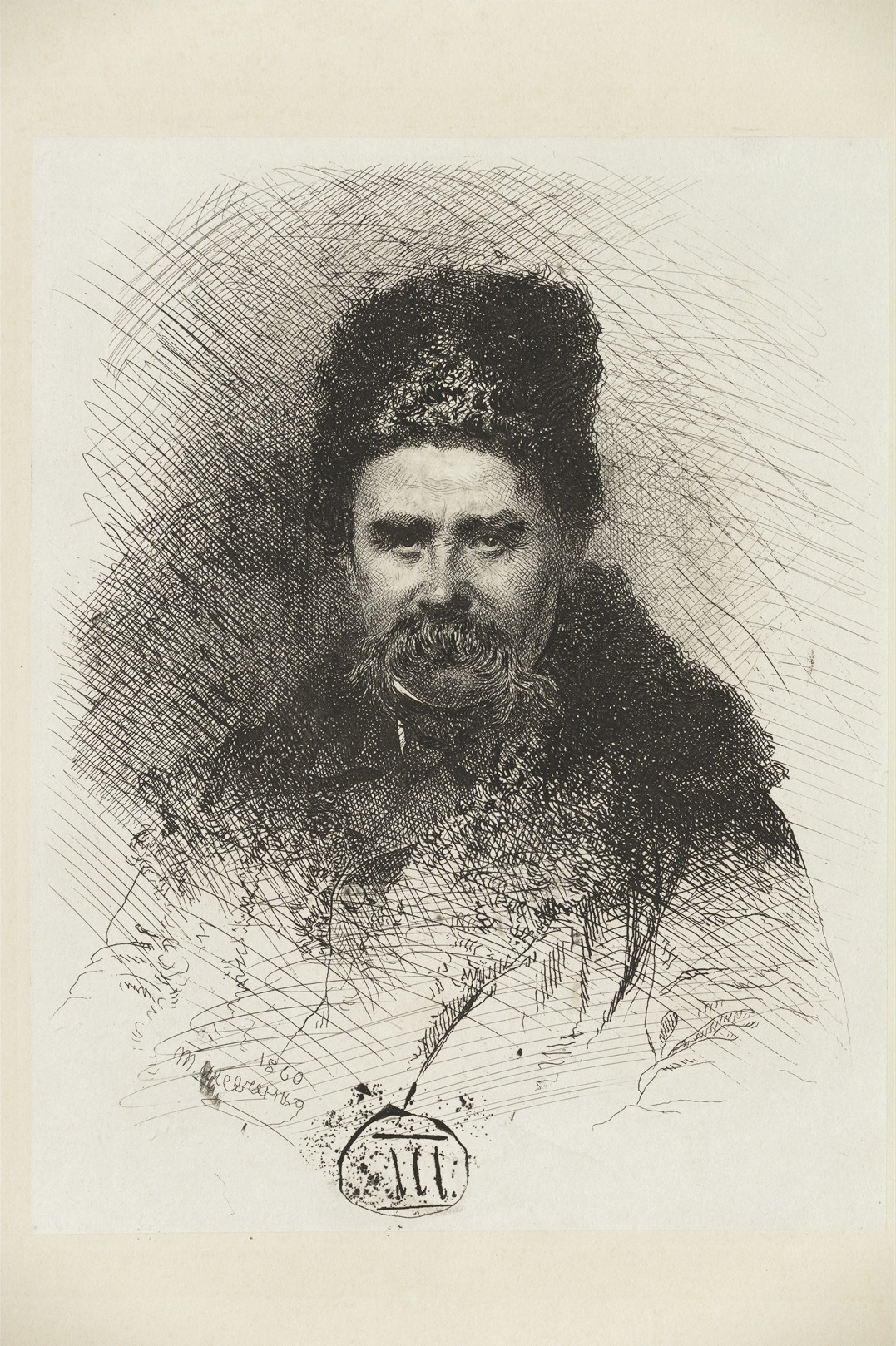
Taras Sjevtsjenko. Zelfportret met berenmuts, 1860.
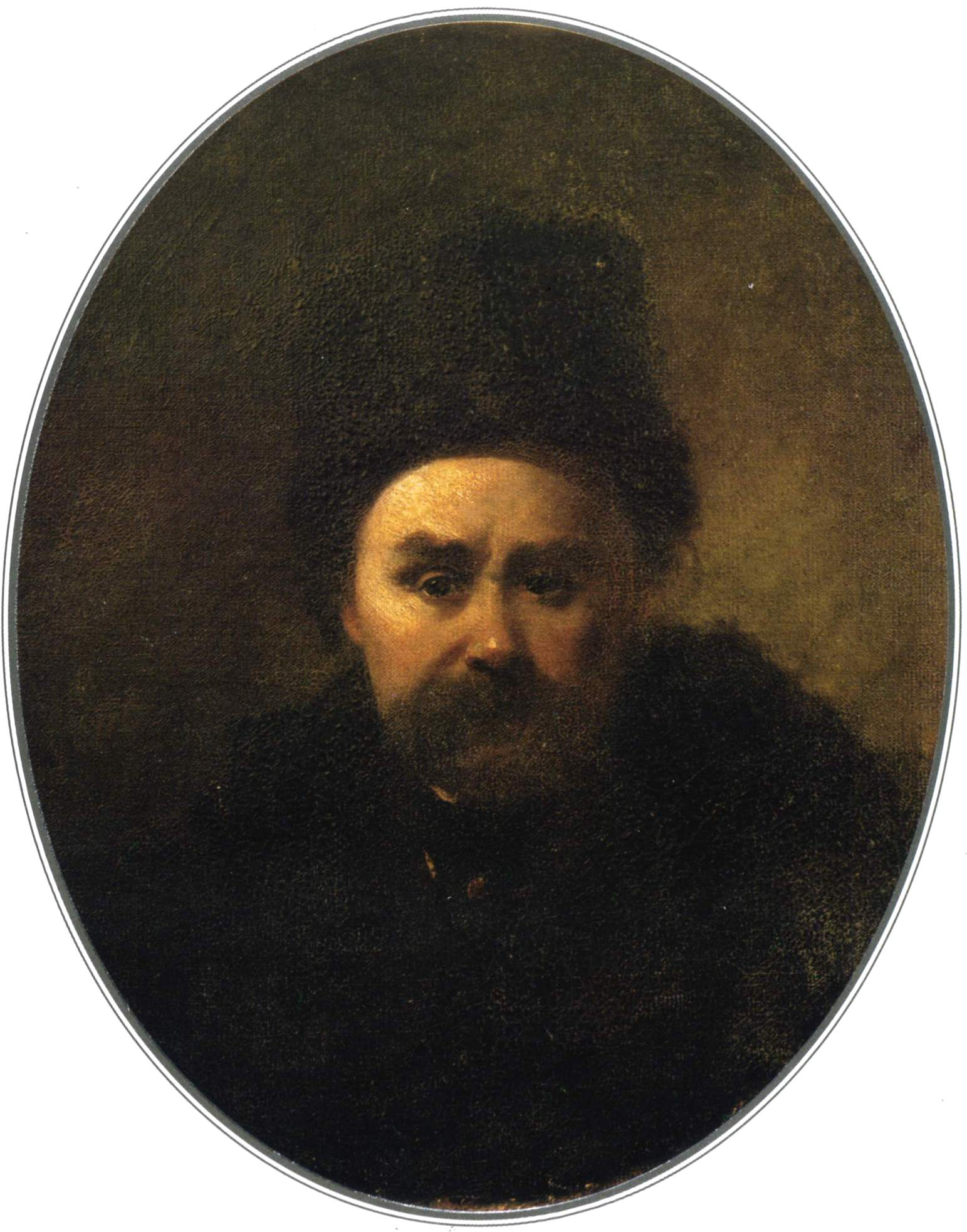
Taras Sjevtsjenko Taras Sjevtsjenko laatste zelfportret. Olieverf op linnen, januari/februari 1860.

### Andere kunstwerken van Taras Sjevtsjenko

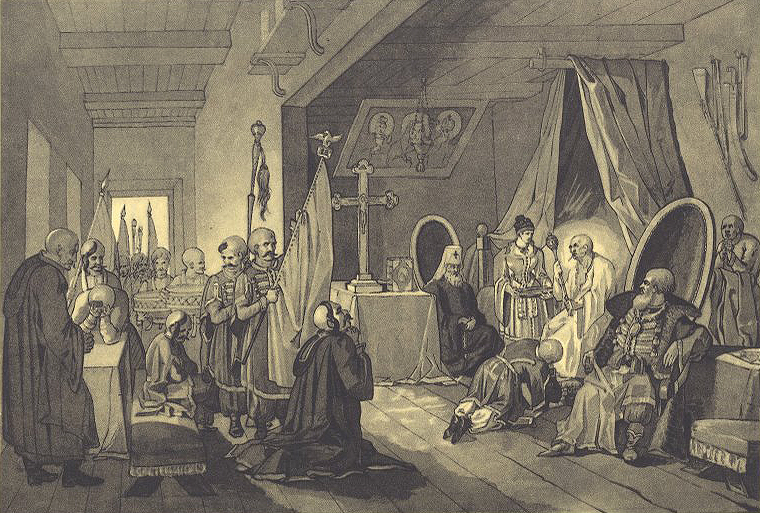
Taras Sjevtsjenko. De Dood van Bohdan. Een werk uit 1836-1837. 30,8x45,1 cm. Betreft Bohdan Chmelnytsky (1595-1657), Hetman van de Zaporozhian[8] Kozakken.
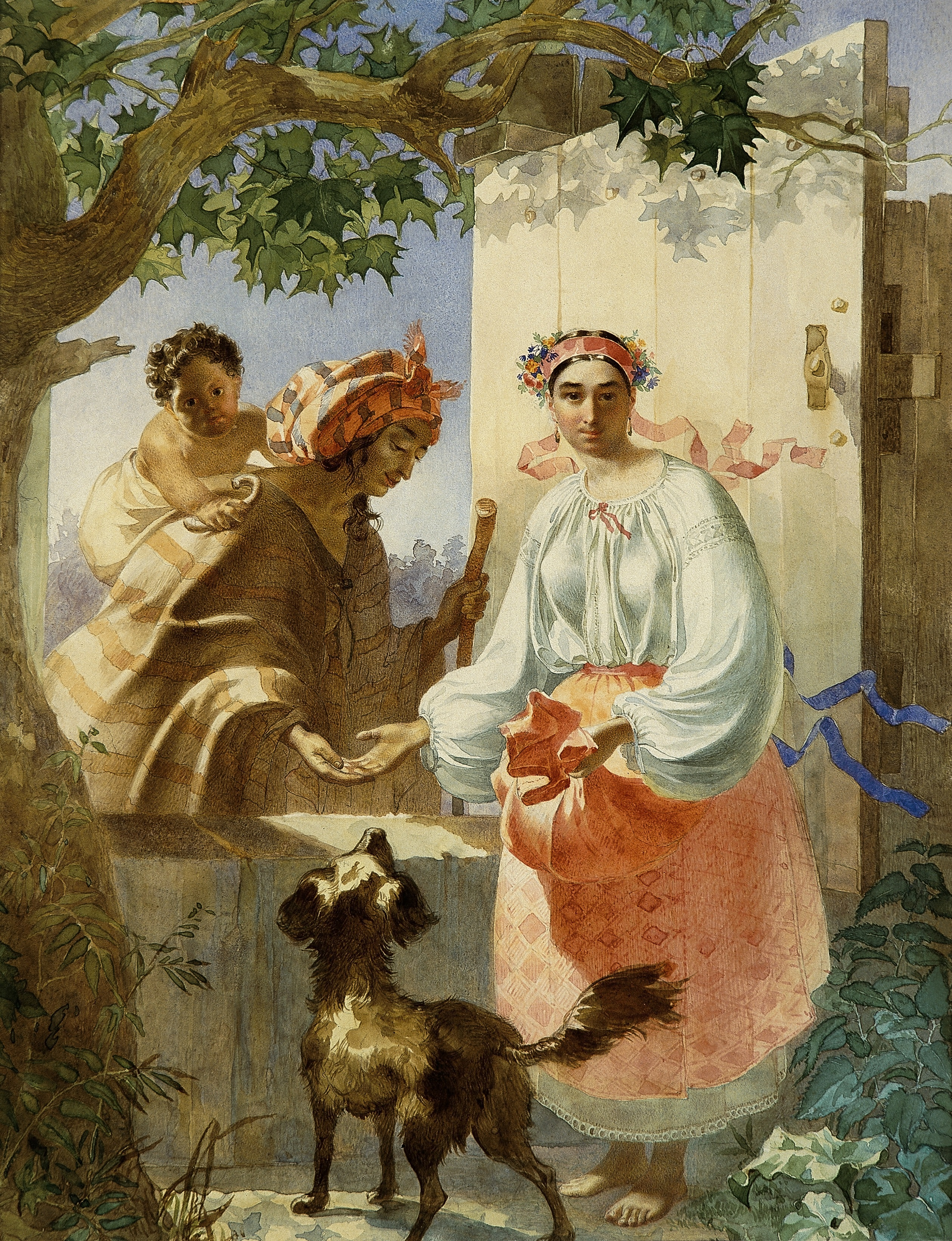
Taras Sjevtsjenko. Zigeunerin en Waarzegster. Hiervoor kreeg hij de zilveren medaille van de Kunstacademie. Waterverf compositie, 1841.
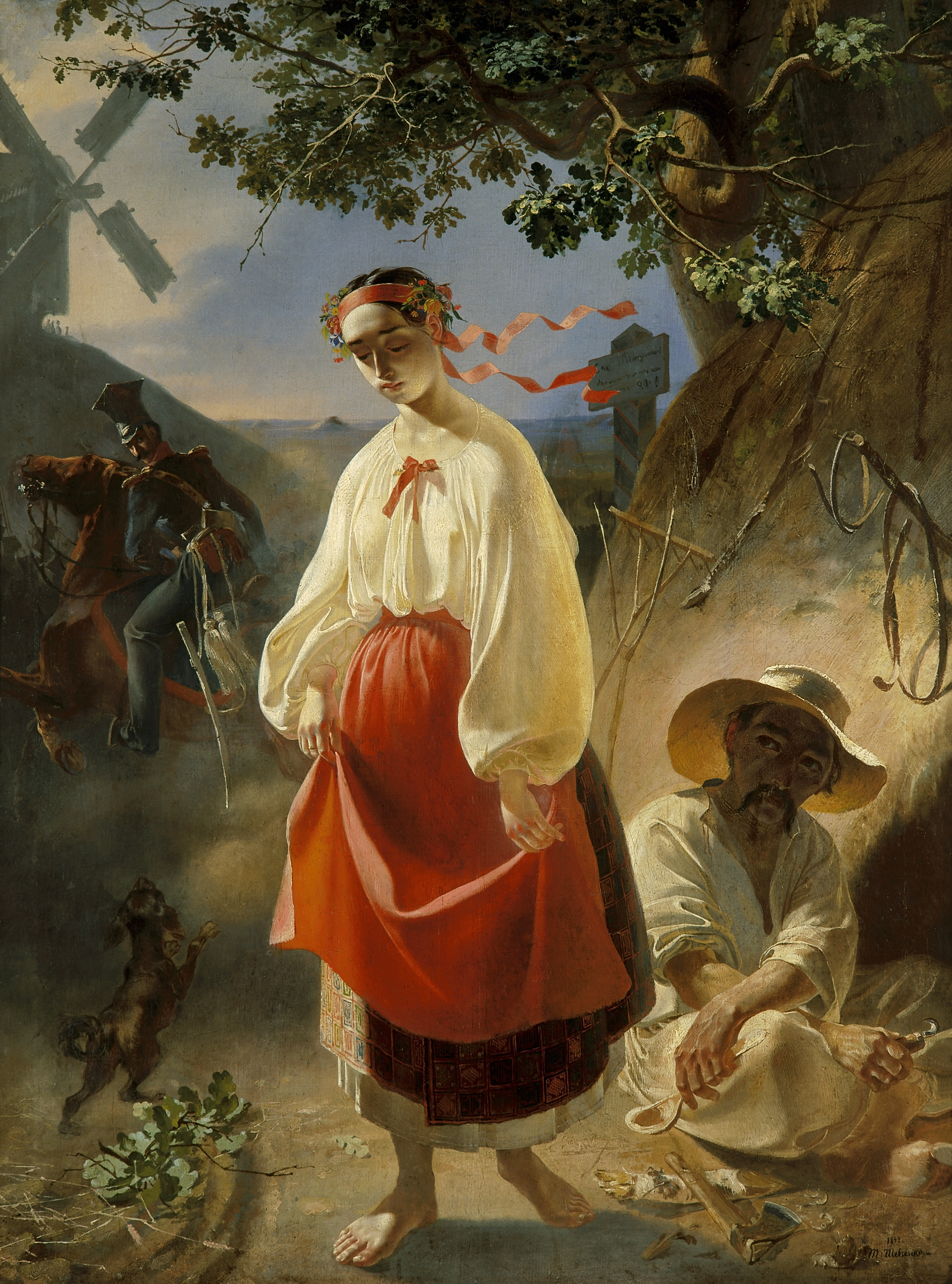
Taras Sjevtsjenko. Illustratie voor de ballade "Katerina". Taras Sjevtsjenko ballade gaat over een jonge Oekraïense vrouw die, verliefd wordt op een Russische soldaat. Deze vertrekt echter naar het front en laat Katharina zwanger achter. Ze bevalt van een zoon, haar vader wijst haar de deur uit als straf voor de schaamte en vernedering aan de familie aangedaan. Thuisloos en verstoten sterft ze, haar zoon als wees achter latend. Olieverf op linnen, 1842.
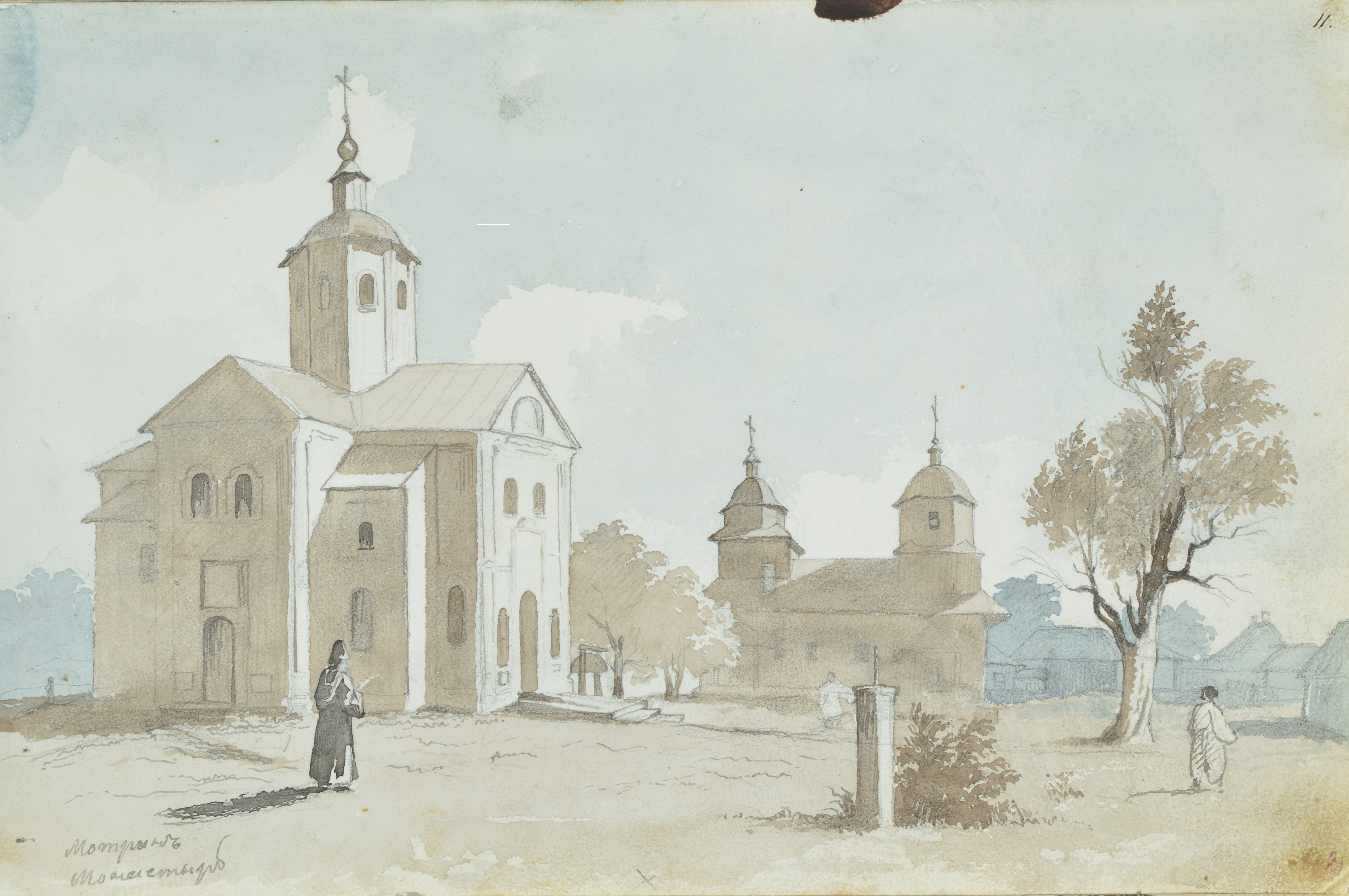
Taras Sjevtsjenko. Motryn klooster, 10 april 1845.
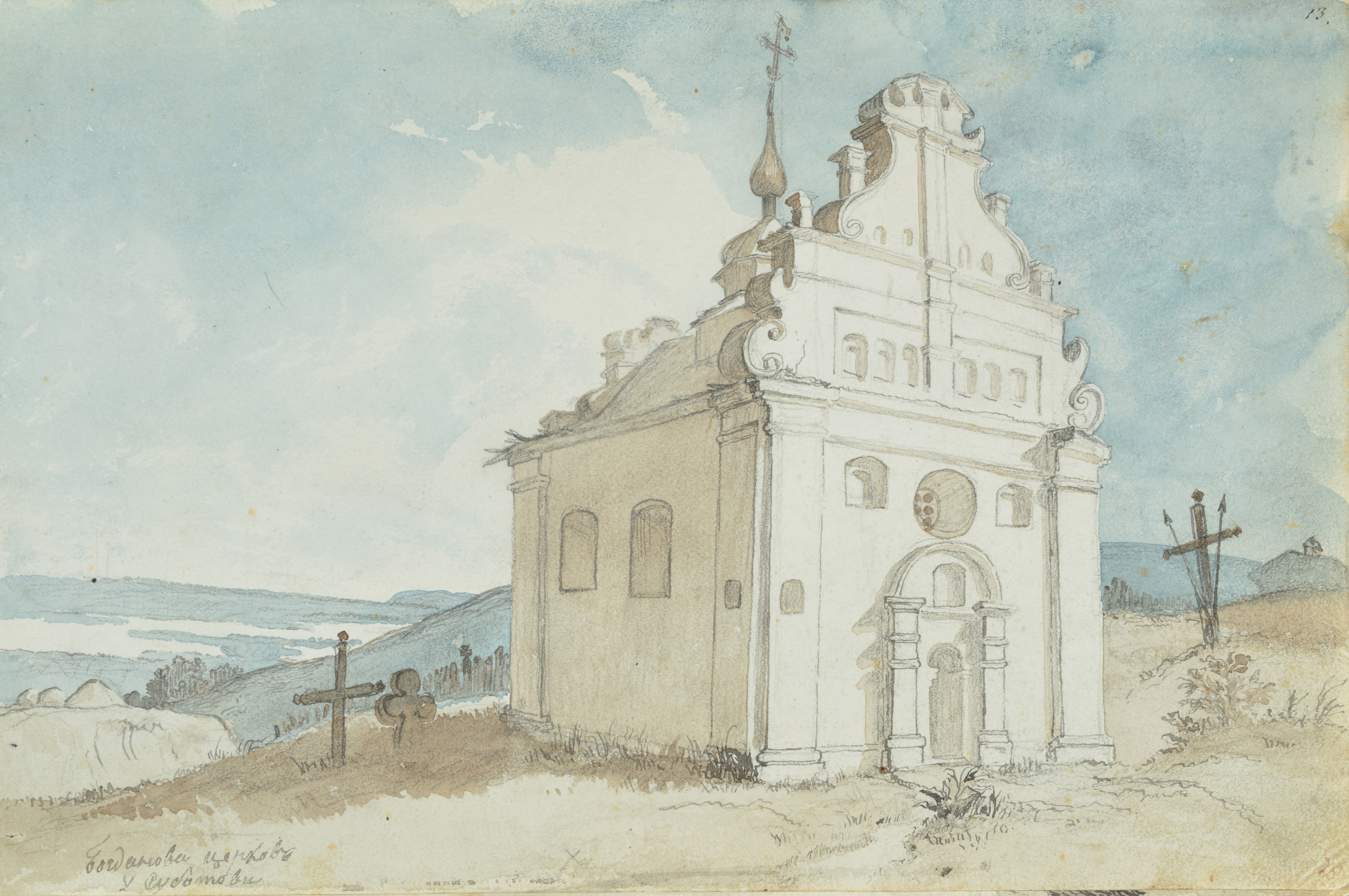
Taras Sjevtsjenko. Illinska kerk, gebouwd in 1683 in opdracht van en ter herinnering aan Bohdan Chmelnytsky. Subotiv (Oekraïens: Суботів, Tsjihirinski district in de Cherkasy provincie) is de geboorteplaats aan Bogdan Khmelnitsky en ligt in deze kerk begraven. Waterverf op papier, 1845.
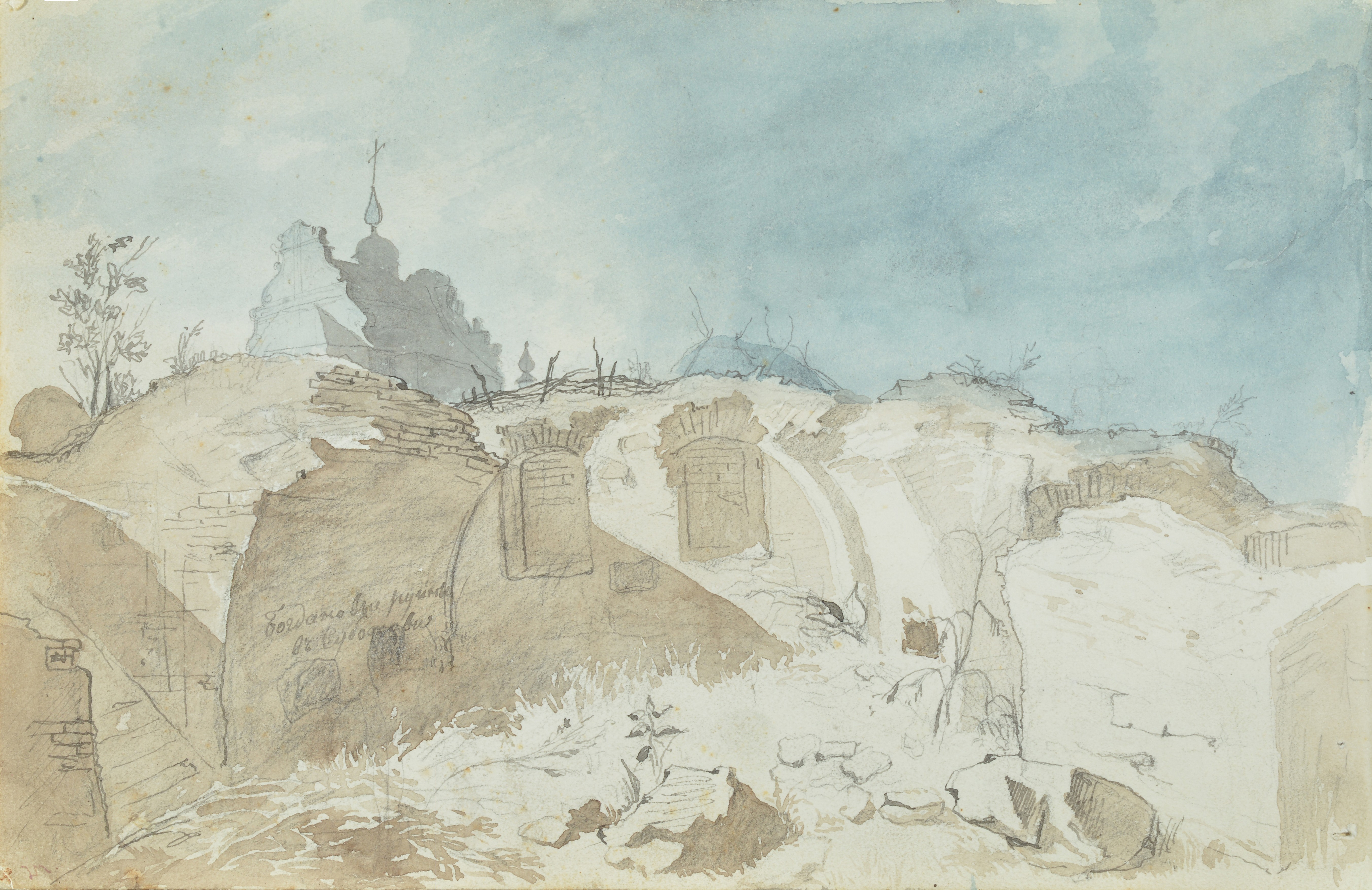
Taras Sjevtsjenko. Ruïne met Illinska kerk in Subotiv. Waterverf op papier, 1845.
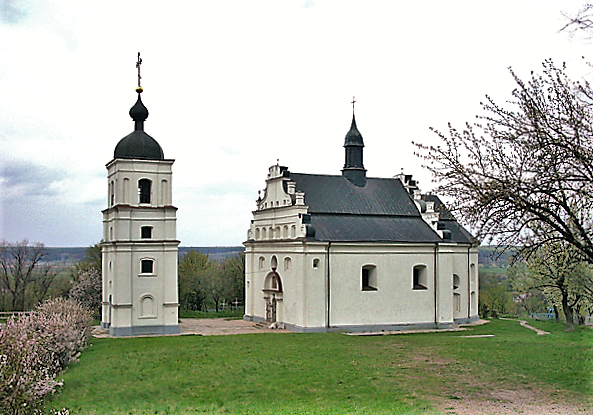
Taras Sjevtsjenko. Illinska kerk in Subotiv, kerk ter herinnering aan Bohdan Chmelnytsky, in 2005.
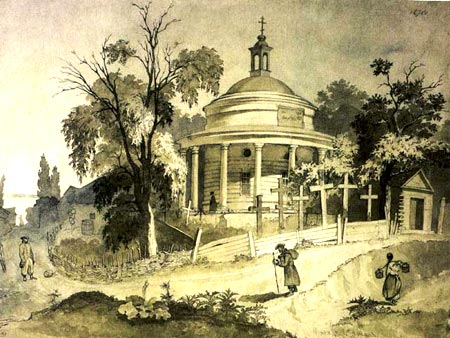
Taras Sjevtsjenko. Deze plaats werd genoemd de "Ascold tombe". Ascold was een van de eerste prinsessen van Kiev in de IX eeuw. De prinses werd vermoord door de Varangian Prins Oleg na de belegering van Kiev, later werd deze tombe hier opgericht. De tombe is nog steeds aanwezig in het kerkgebouw van St. Nicholaas de Wonder Verrichter aan de Asklodova Mohyla te Kiev. Waterverf op papier,1846.
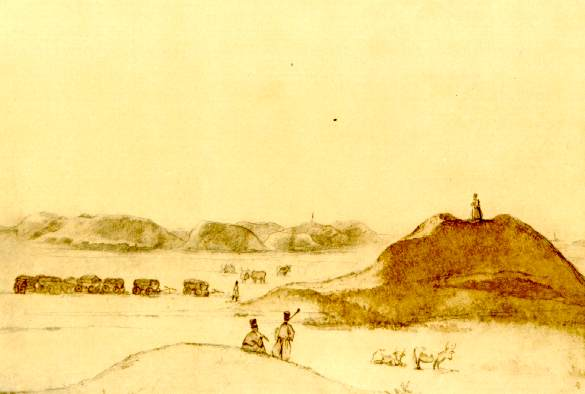
Taras Sjevtsjenko. Een "Chumaki Karavaan" trekt tussen de grafheuvels door. Chumak (Oekraïens: чумак) is een klasse van verkopers en handelaren, meestal in zout. Ze hebben bestaan tot de opkomst van de treinverbindingen. Deze handelaren komen vaak terug in Oekraïense folklore en fabels. Potlood tekening op papier, 1846.
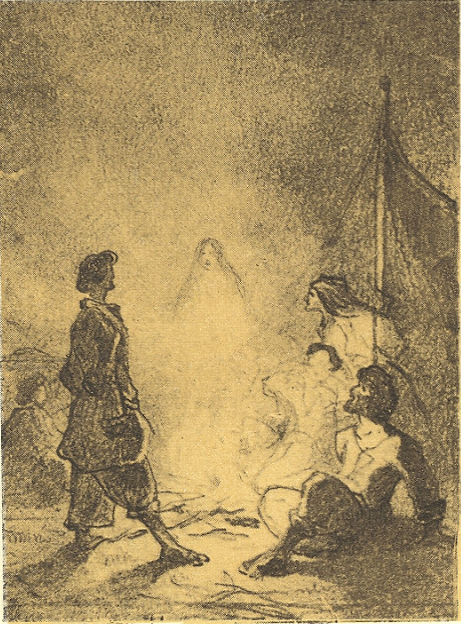
Taras Sjevtsjenko. Illustratie voor de ballade "Vidma" (Heks). Potlood tekening op papier, 1847.
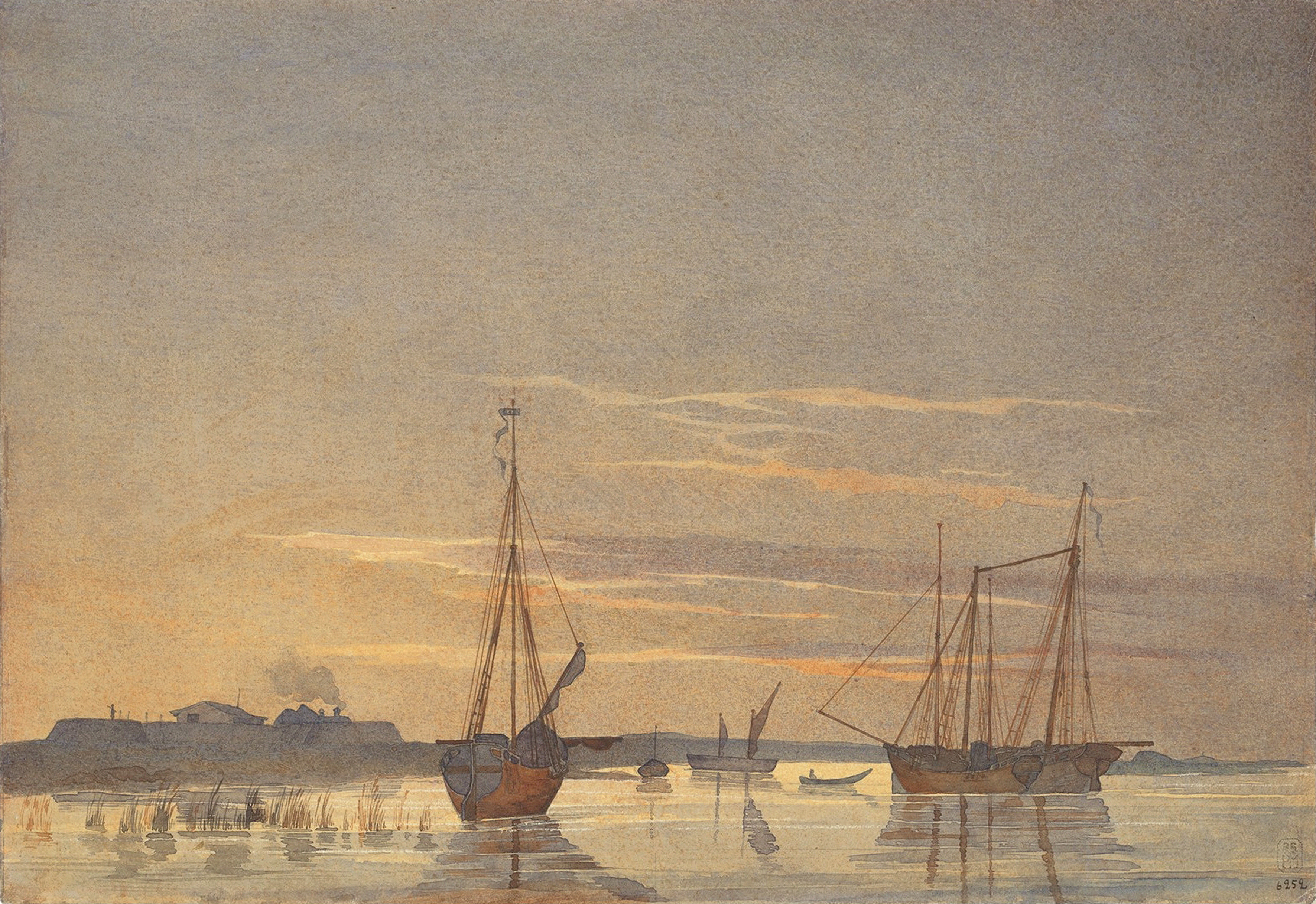
Taras Sjevtsjenko. Schoeners op het Aralmeer, Aanvang 1848 kreeg hij de gelegenheid, vanuit zijn exil in Orenburg, met een expeditie mee te gaan naar het Aralmeer en Kos-Aral Kazachstan. Tijdens deze expeditie heeft hij vele schetsen gemaakt. Potlood tekening op papier, 1848.
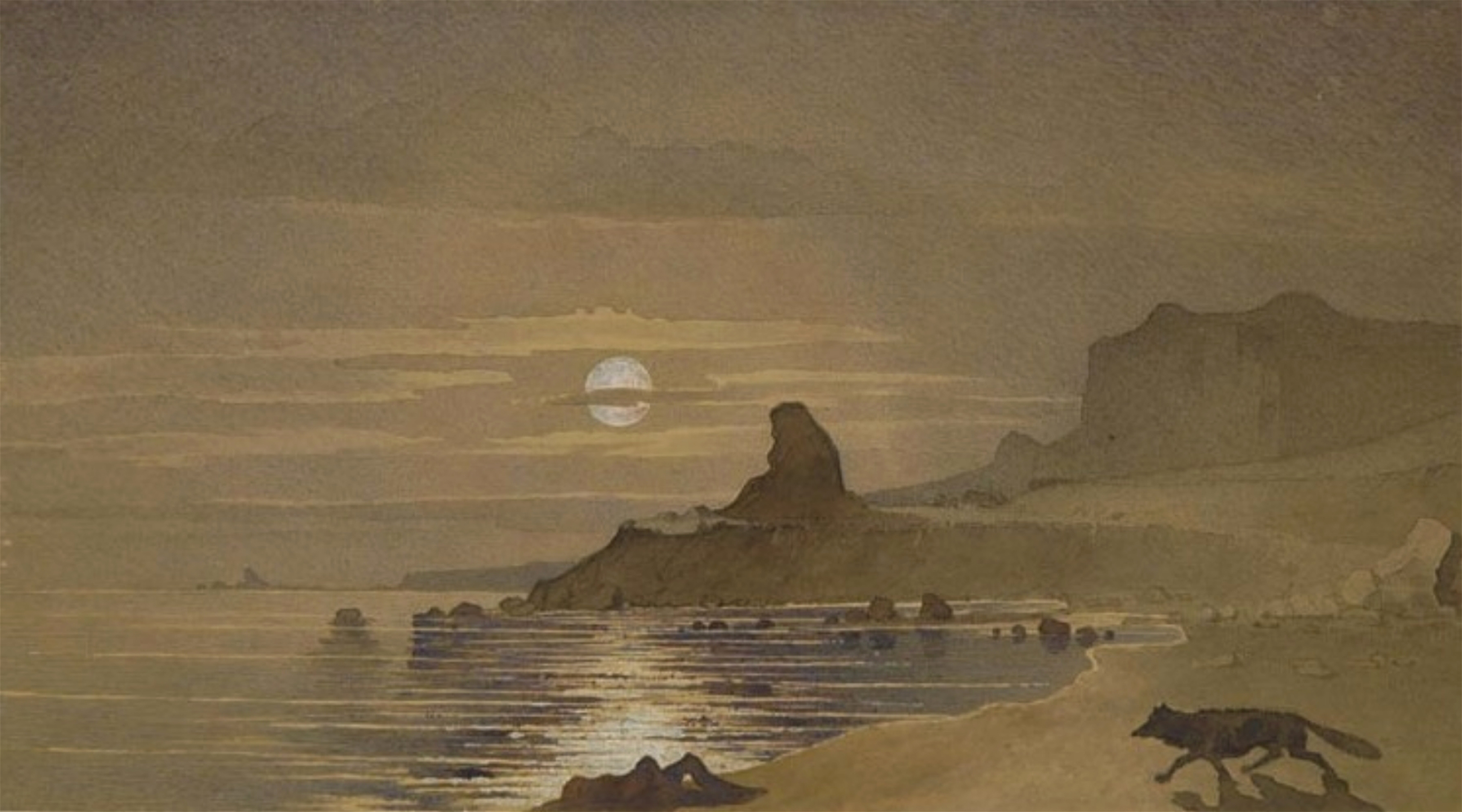
Taras Sjevtsjenko, 1853. Rots Monnik nabij de stad Fort-Şevçenko op het schiereiland Mangysjlak aan de Kaspische Zee.
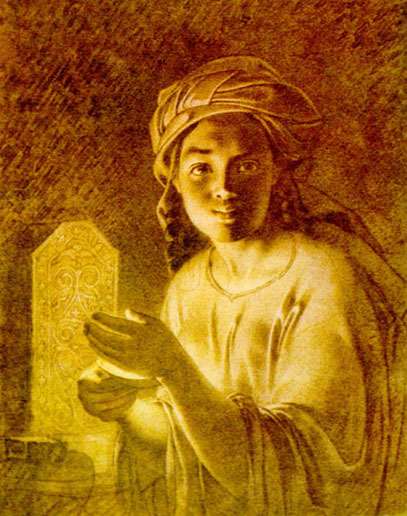
Taras Sjevtsjenko. Meisje uit Kazachstan. Werk uit 1856.
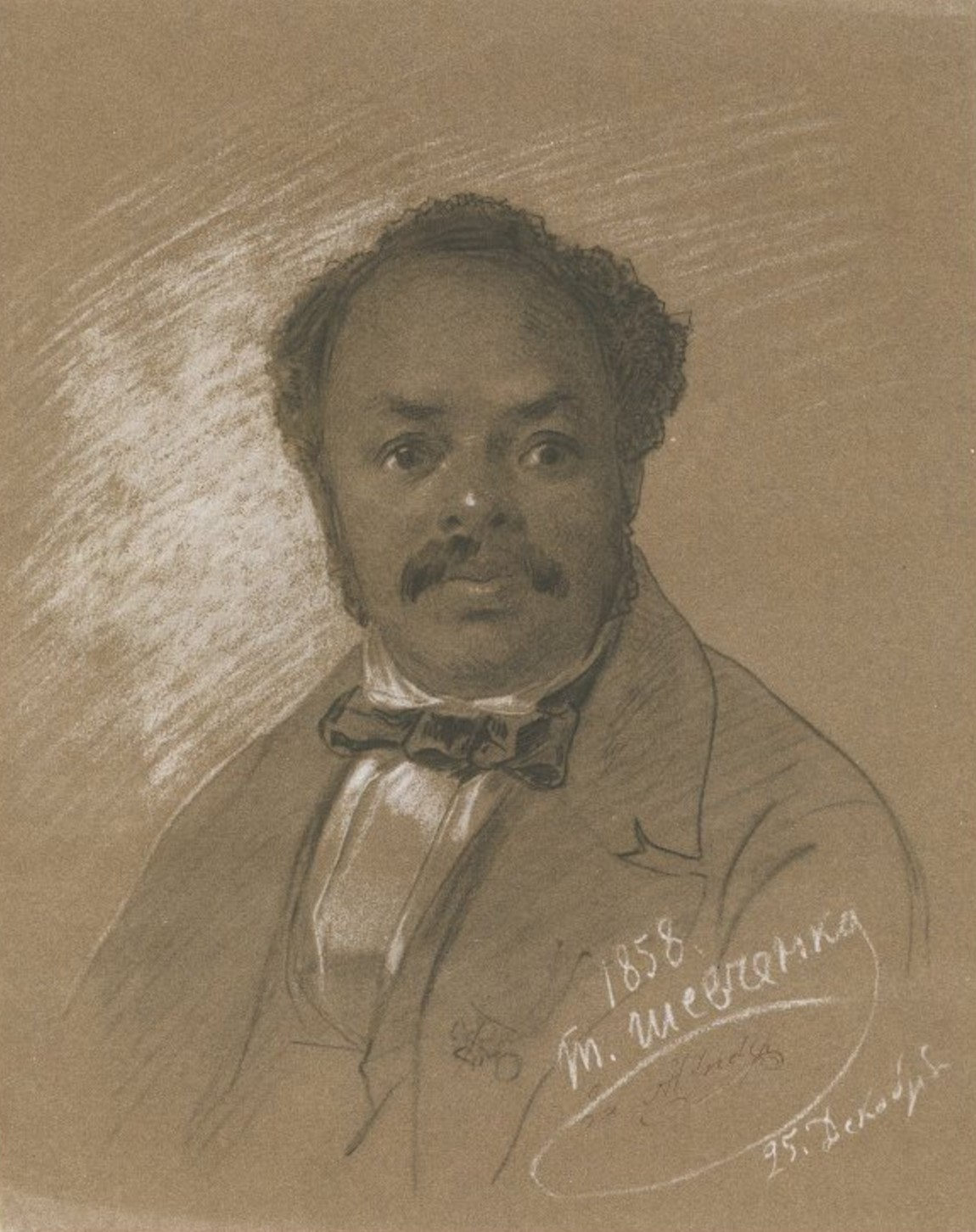
Taras Sjevtsjenko. Portret van Ira Frederick Aldridge (1807-1867), een Amerikaanse toneelspeler die in Londen en Oost-Europese landen optrad. Potlood tekening, 25-12-1858.
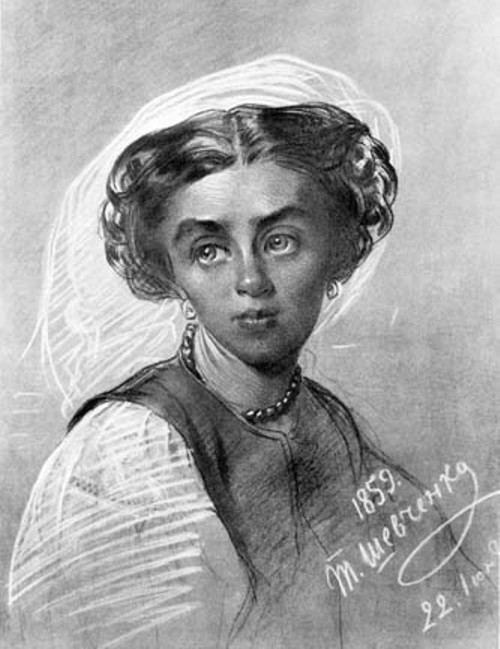
Taras Sjevtsjenko. Portret van M. Maximovich. Potlood tekening met krijt, 1859.
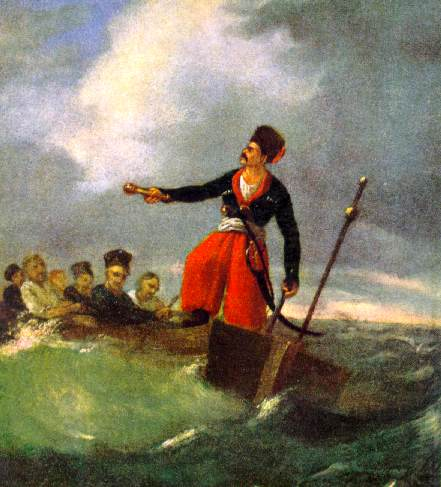
Taras Sjevtsjenko (?). Hamalia, is een legendarisch Oekraïense (Zaporizhaanse) Kozak en Vrijheidsstrijder. Taras Sjevtsjenko heeft een ballade "Hamalia" geschreven over hem in 1842.

## Herinneringen aan Taras Sjevtsjenko

### Voorbeelden van muntbiljetten
Voorbeelden van muntbiljetten en herdenkingsmunten.

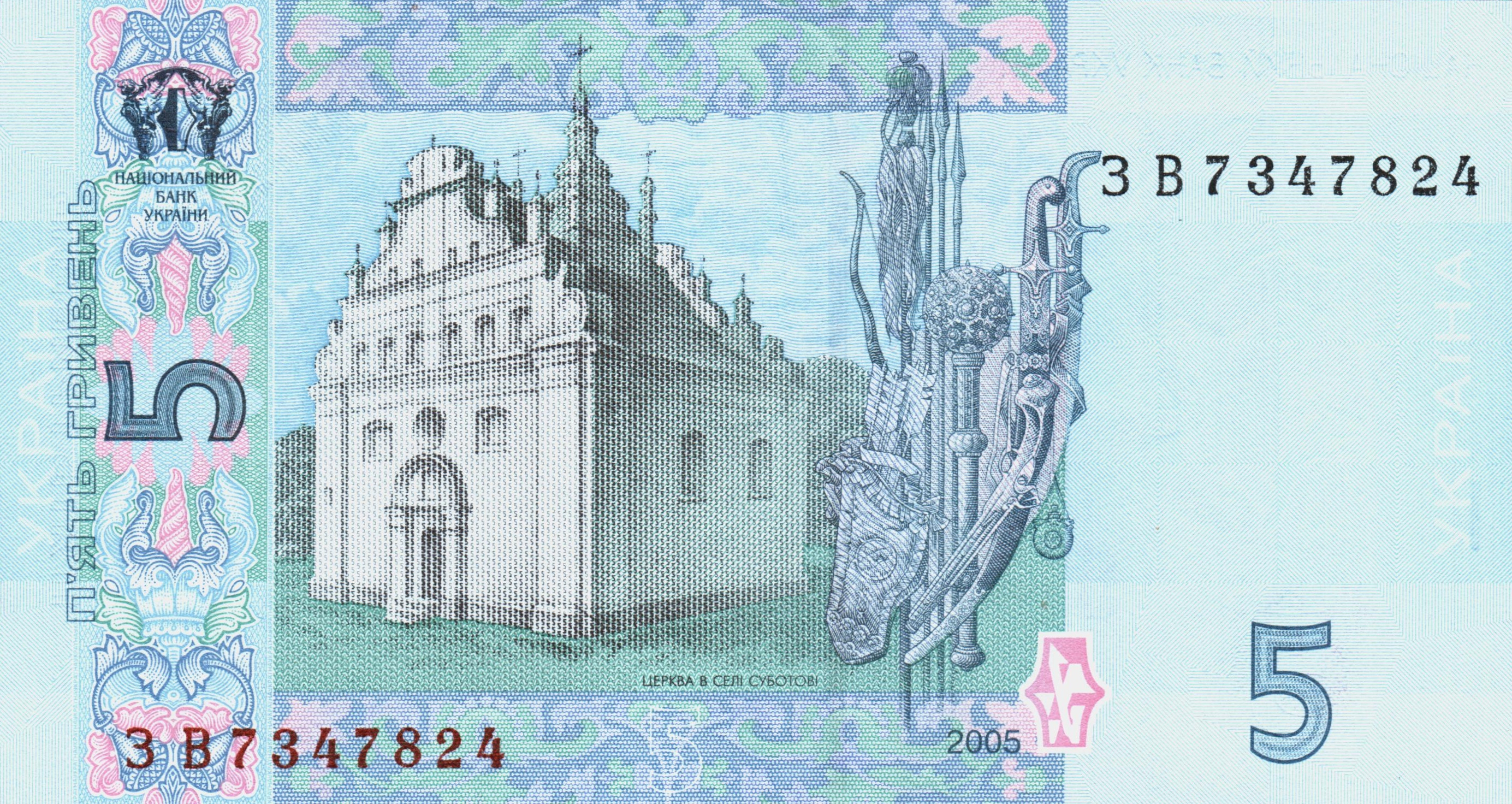
Taras Sjevtsjenko. Illinska kerk in Subotiv (Bogdan Khmelnitsky), op de achterzijde van het 5 Grivna (Oekraïens: гривня) bankbiljet. Uitgave 14 juni 2004.
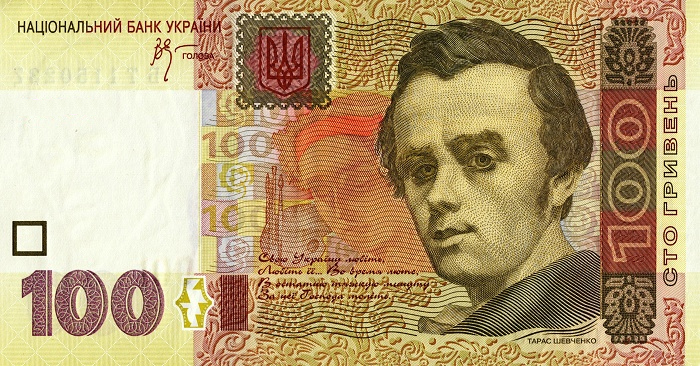
Taras Sjevtsjenko. Zelfportret, op de voorzijde van het 100 Grivna bankbiljet. Uitgave 20 februari 2006.
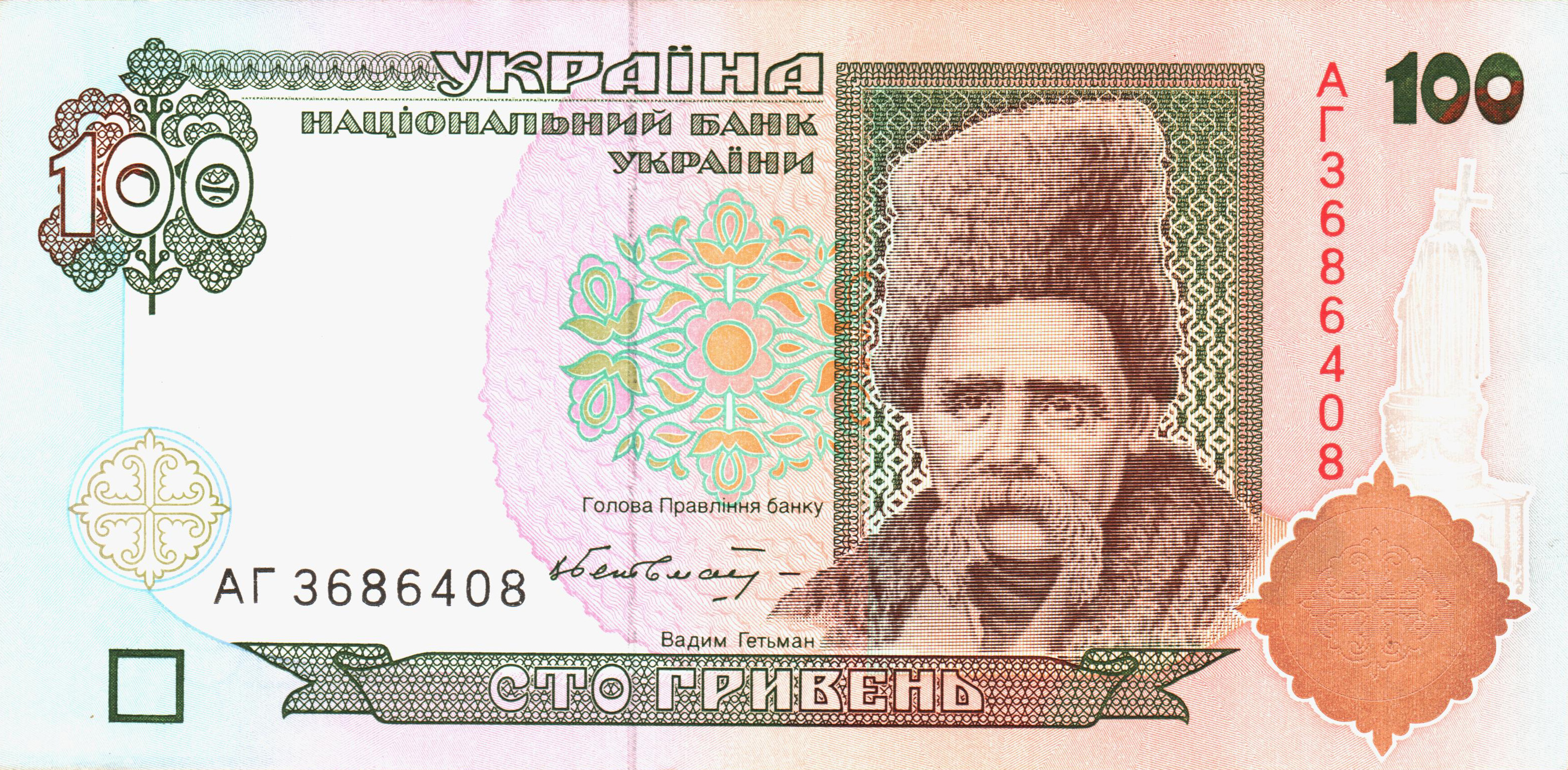
Taras Sjevtsjenko. Zelfportret, op de voorzijde van het 100 Grivna bankbiljet. Uitgave 2 september 1996.
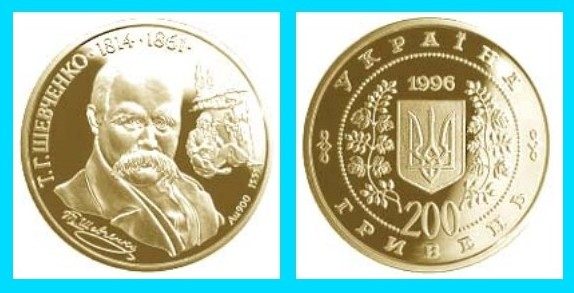
Taras Sjevtsjenko. Uitgave in de categorie "Zeer bekende Personen uit Oekraïne". 200 Grivna. Uitgave 12 maart 1997.
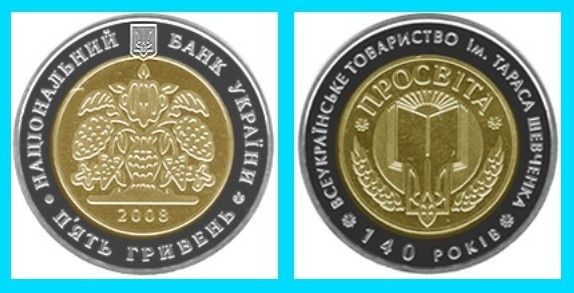
Taras Sjevtsjenko. Uitgave in de categorie "Jubileum Munt" in 2008 voor het "140 Jaren Bestaan van de Taras Sjevtsjenko All-Ukrainian “Prosvita” Society". Uitgave 01 december 2008.
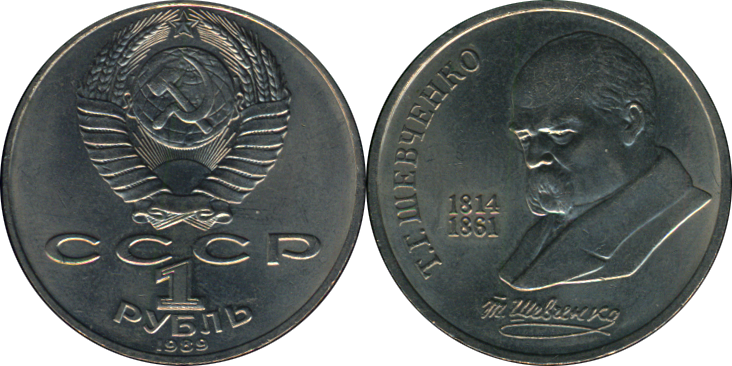
Taras Sjevtsjenko. Uitgave voor de 175ste verjaardag van Taras Sjevtsjenko. Eén Roebel munt, uitgave 2 maart 1989.

марках України

### Voorbeelden van postzegels
Postzegels van Oekraïne

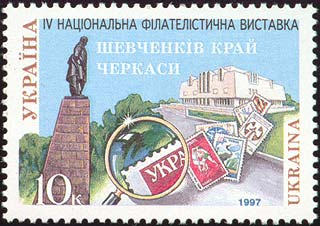
Taras Sjevtsjenko. Postzegel met een o.a. graf monument van Taras Sjevtsjenko, uitgave 1997. Postzegel met waarde van 10 kopijka's (0,1 Grivna).
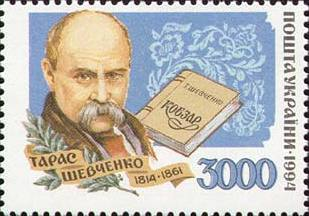
Taras Sjevtsjenko. Postzegel met een zelfportret van Taras Sjevtsjenko, uitgave 08 juli 1995. Postzegel met een waarde van 3000.
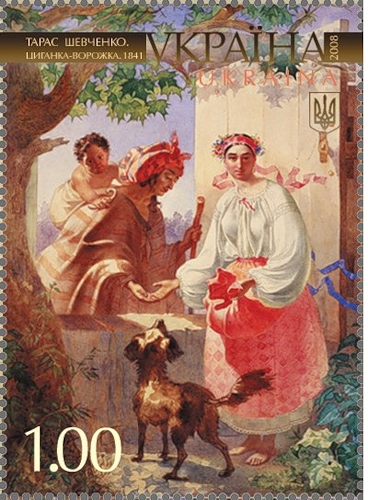
Taras Sjevtsjenko. Postzegel met de afbeelding van "Zigeunerin en Waarzegster", uit 1841, uitgave 23 februari 2008. Postzegel met waarde van 1,00 Grivna.
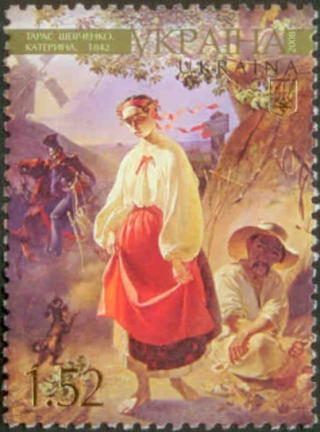
Taras Sjevtsjenko. Postzegel met illustratie voor de ballade "Katerina", uit 1842, uitgave 23 februari 2008. Postzegel met waarde van 1,52 Grivna.
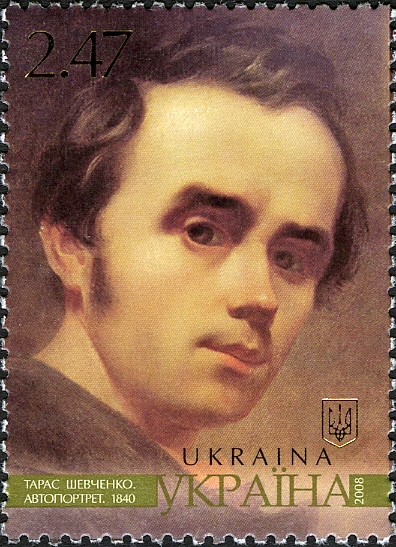
Taras Sjevtsjenko. Postzegel met een zelfportret van Taras Sjevtsjenko uit 1840, uitgave 11 december 2007. Postzegel met waarde 2,47 Grivna.
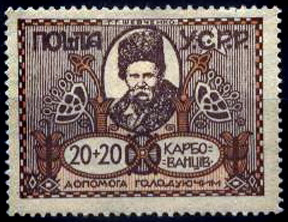
Taras Sjevtsjenko. Postzegel uit 1923, Oekraïne was toen onderdeel van Oekraïense Socialistische Sovjetrepubliek (Oekraïense SSR) en onderdeel van de Sovjet-Unie.
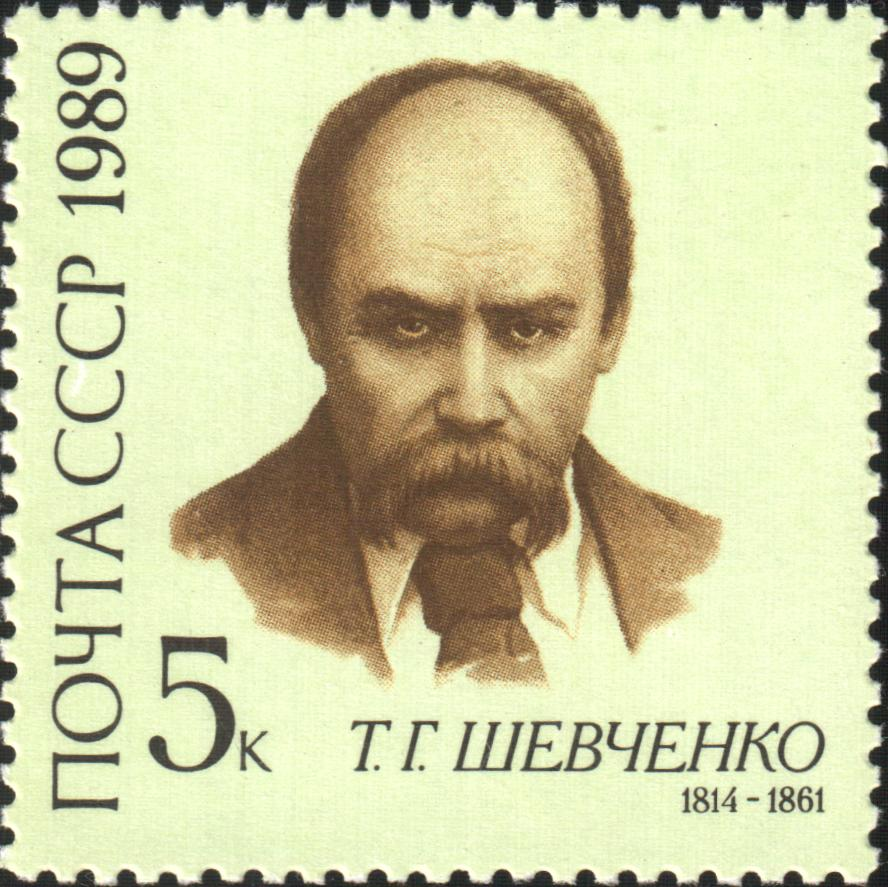
Taras Sjevtsjenko. Uitgave,Sovjet-Unie, ter gelegenheid van zijn 175ste verjaardag. Ontwerp A. Karasev.
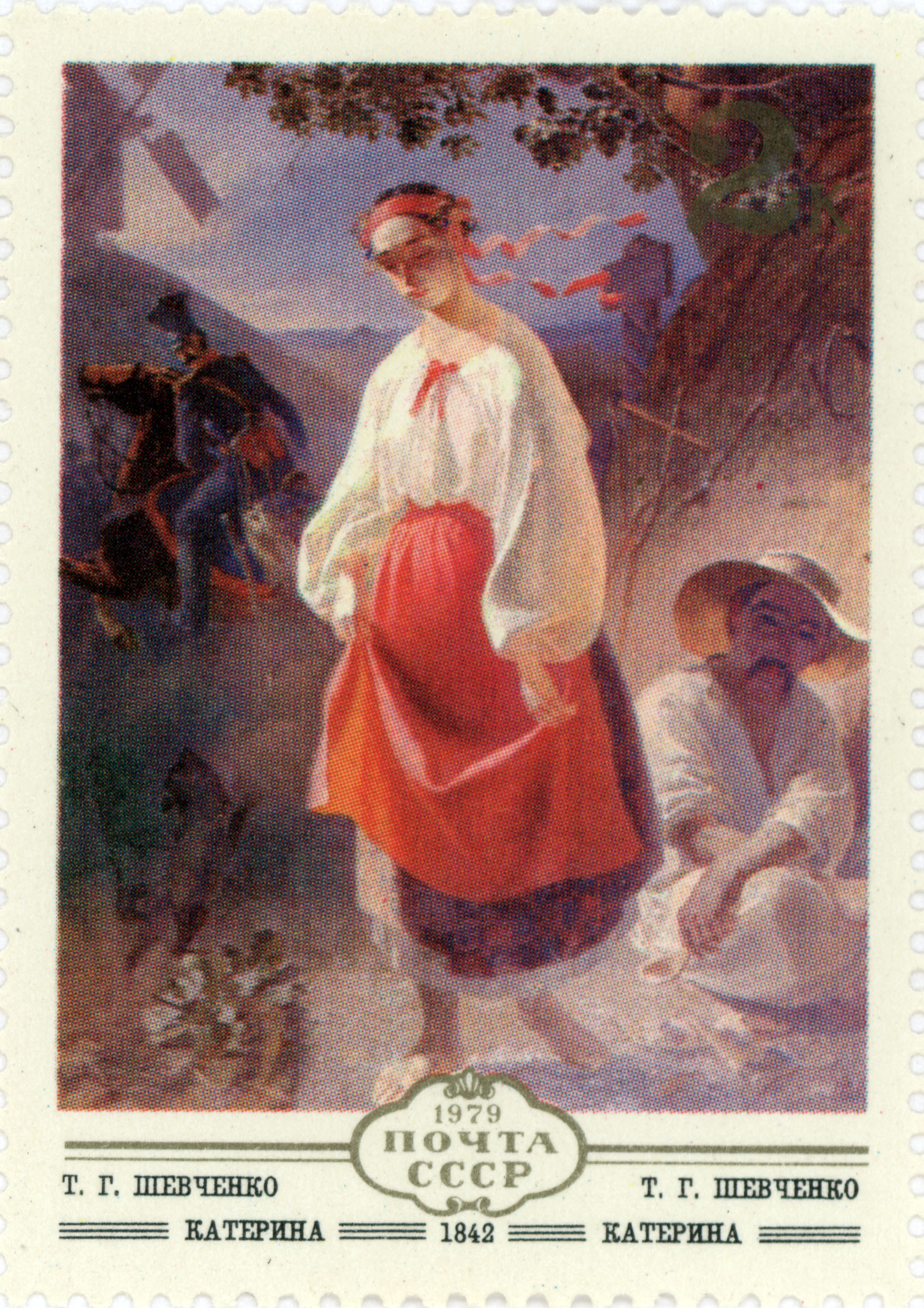
Taras Sjevtsjenko. Uitgave, Sovjet-Unie, Katerina uit 1979. Ontwerpers I. Martynov and N. Tsjerkasov.

### Voorbeelden van monumenten

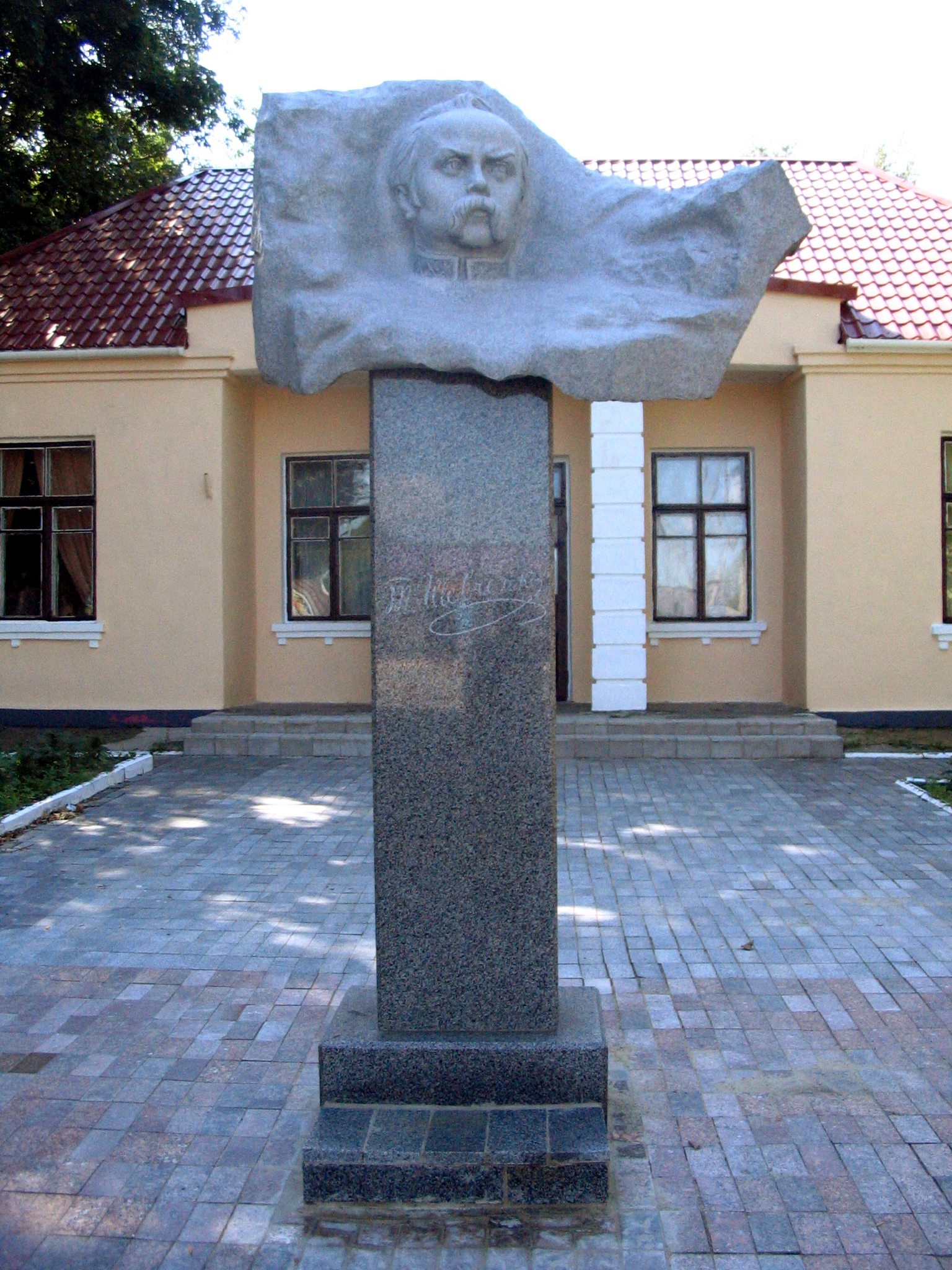
Taras Sjevtsjenko. Monument in Jemiltsjine (Ємільчине), Oekraïne.
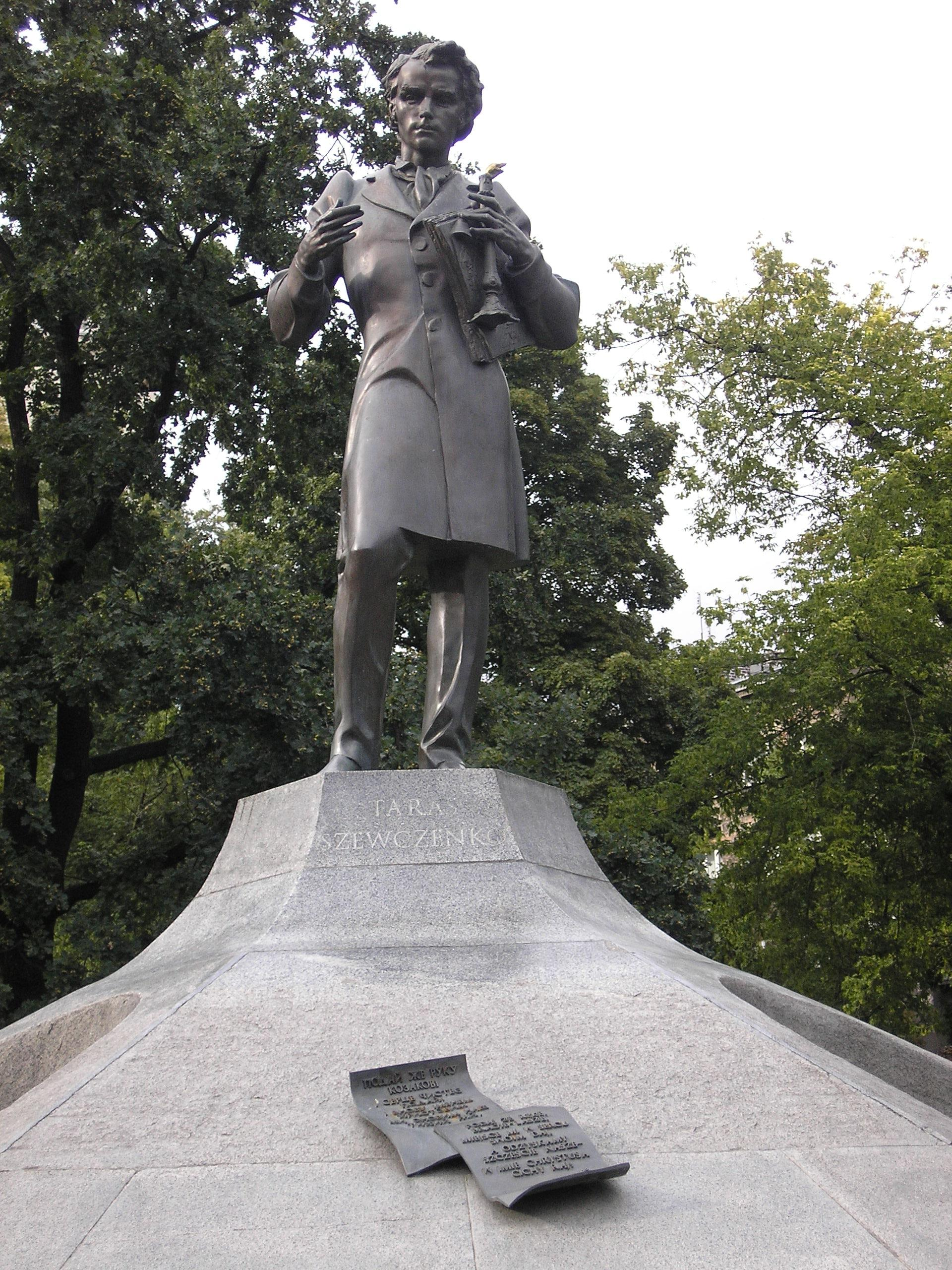
Taras Sjevtsjenko. Monument in Warschau Polen.
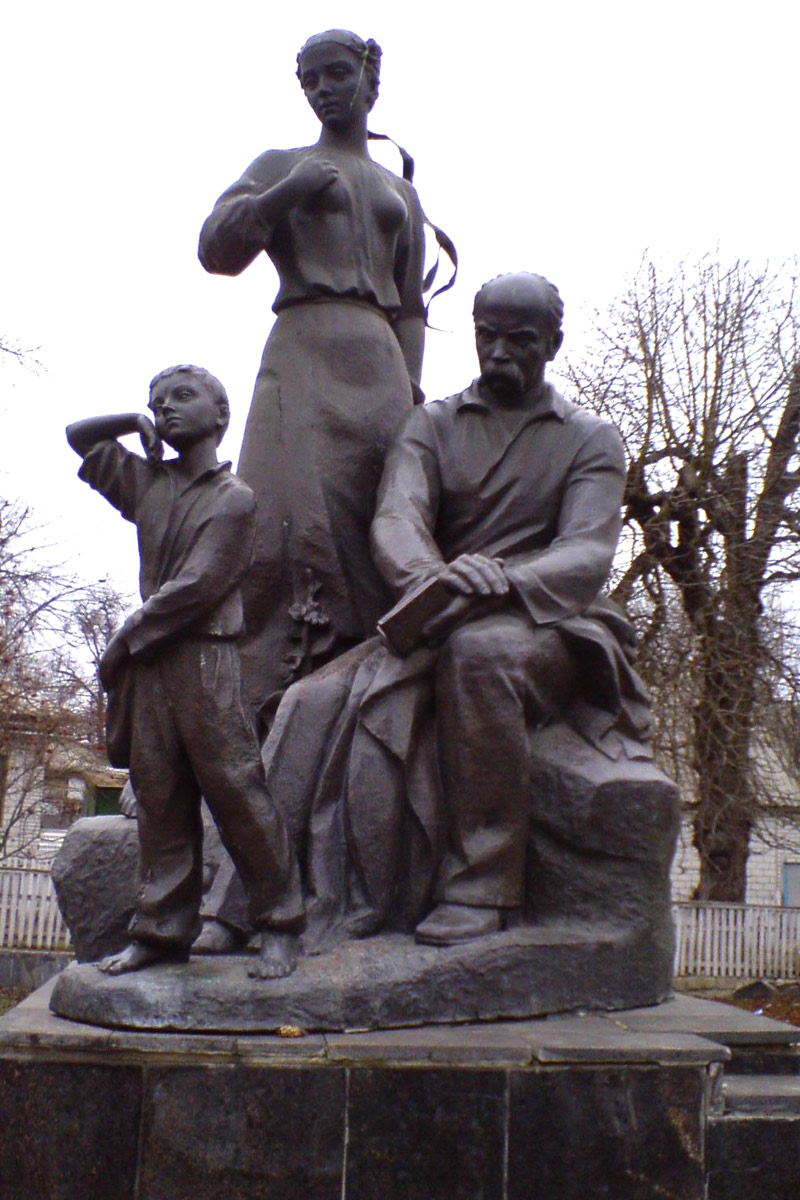
Taras Sjevtsjenko. Monument in Kurnasivka (Кирнасівка) Oekraïne.
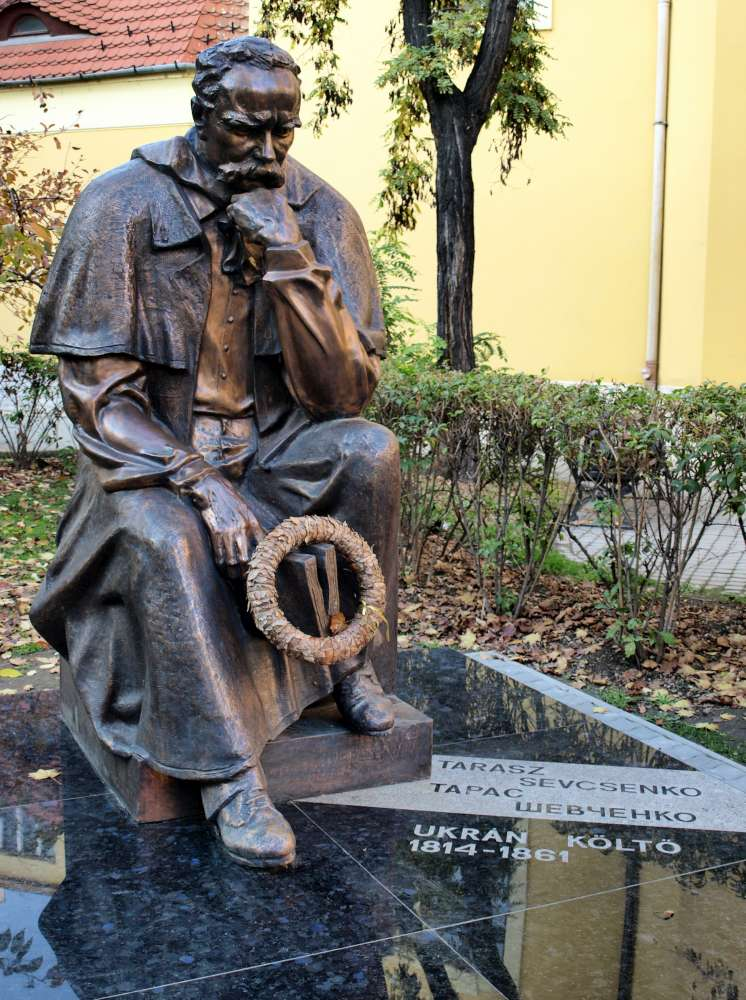
Taras Sjevtsjenko. Monument in Boedapest Hongarije.

### Voorbeelden van gedichten
Overzicht van zijn gedichten
| Testament (Zapovit) Als 'k dood ga, wil ik rusten In Oekraïnes grond, Mijn graf hoog op een heuvel Ziet heel de steppe rond. Vandaar zal ik aanschouwen Al wat mij dierbaar was, De heuvels en de dalen De bomen en het gras. En steeds zal ik weer horen Het brullen der rivier – Totdat de trouwe Dnjepr In golven breed en fier Des vijands bloed in stromen Wegvoert voorgoed naar zee. Dan zal ik afscheid nemen, Verhoord is dan mijn beê. Dan zal ik God aanbidden En danken voor altijd, Omdat mijn Oekraïne Voor immer werd bevrijd. Als allen één zijn, broeders, In waarheid sterk en vrij, Denk dan, met simple woorden, O dan, denk dan aan mij! Taras Sjevtsjenko, 25 december 1845, Perejaslav. The Mighty Dnieper The mighty Dnieper roars and bellows, The wind in anger howls and raves, Down to the ground it bends the willows, And mountain-high lifts up the waves. The pale-faced moon picked out this moment To peek out from behind a cloud, Like a canoe upon the ocean It first tips up, and then dips down. The cocks don't crow to wake the morning, There's not as yet a sound of man, The owls in glades call out their warnings, And ash trees creak and creak again. Taras Sjevtsjenko (vertaling John Weir, Toronto)) | Calamity Again Dear God, calamity again! ... It was so peaceful, so serene; We but began to break the chains That bind our folk in slavery ... When halt! ... Again the people's blood Is streaming! Like rapacious dogs About a bone, the royal thugs Are at each other's throat again. Taras Sjevtsjenko Fort-Şevçenko, 1854 (?). (vertaling John Weir, Toronto.) Fate You did not play me false, 0 Fate, You were a brother, closest friend To this poor wretch. You took my hand When I was still a little tot And walked me to the deacon's school To gather knowledge from the sot. "My boy, just study hard," you said, And you'll be somebody in time!" I listened, studied, forged ahead, Got educated. But you lied. What am I now? But never mind! We've walked the straight path, you and I, We have not cheated, compromised Or lived the very slightest lie. So let's march on, dear fate of mine! My humble, truthful, faithful friend! Keep marching on: there glory lies; March forward - that's my testament. Taras Sjevtsjenko Nizhny Novgorod, 9 februari, 1858. (vertaling John Weir, Toronto.) | Taras Shevchenko's Last Poem Should we not then cease, my friend, My poor dear neighbour, make an end Of versifying useless rhymes? Prepare our wagons for the time When we that longest road must wend? Into the other world, my friend, To God, we'll hasten to our rest... We have grown weary, utter-tired, A little wisdom we've acquired, It should suffice! To sleep is best, Let us now go home to rest... A home of gladness, you may know! No, let us not depart, nor go -- It is early still, We shall yet take walks together, Sit, and gaze our fill, Gaze upon the world, my fortune, See how wide it spreads, Wide and joyful, it is both Bright, and of great depth! We shall yet take walks my star, On a hill climb high, And take our rest together..... And Your sister-stars, meanwhile, The ageless ones, will start to shine, Through the heavens glide... Let us linger then, my sister, Thou, my holy bride, And with lips unsullied we shall Make our prayer to God, And then set out quietly On that longest road, Over Lethe's plumbless depths, Waters dark and swarthy, Grant me then thy blessing, friend, With thy holy glory. While this and that and all such wear on, Straight let us go, as the crow flies, To Aesculapeus for advice, If he can outwit old Charon And spinning Fate... And then, as long as The old sage would change his purpose, We would create, reclining there, An epic, soaring everywhere Above the earth, hexameters We'd twine, and up the attic stairs Take them for mice to gnaw. Then we Would sing prose, yet with harmony And not haphazard. Holy friend, Companion to my journey's end, Before the fire has ceased to glow, Let us to Charon, rather, go! Over Lethe's plumbless depths, Waters dark and swarthy, Let us sail, let us bear With us holy glory, Ageless, young for evermore... Or—friend, let it be! I will do without the glory, If they grant it me, There on the banks of Phlegethon, Or beside the Styx, in heaven, As if by the broad Dnipro, there In a grove, a grove primaeval, A little house I'll build, and make An orchard all around it growing, And you'll fly to me in the shades, There, like a beauty, I'll enthrone you; Dnipro and Ukraina we Shall recollect, gay villages In woodlands, gravehills in the steppes, And we shall sing right merrily. Taras Sjevtsjenko, 14-15 februari, 1861 Sint Petersburg (vertaling Vera Rich, Londen, 1961) |

### Voorbeelden van muziek en liederen gemaakt op werken van Taras Sjevtsjenko
- Mykhailo Verbytsky, 1815-1870. Een compositie op het gedicht "Testament" ("Zapovit") voor Bas, Koor en Orkest in 1868.
- Een overzicht van diverse liederen zijn te vinden op de site van de Nationale Taras Sjevtsjenko-universiteit van Kiev.[14]
- Liederen gezongen door Oekraïense bas Boris Gmyria.[15][16]

## Voetnoten
1. ↑  (uk) Щиро вітаю Вас на. www.moryntsi.com.ua. Gearchiveerd op 11 maart 2007. Geraadpleegd op 25 juli 2017.
2. ↑  Raymond van den Boogaard, De invasie in oekraïne: Slag om de geschiedenis | Een ‘Anti-Rusland’?. De Groene Amsterdammer (2 maart 2022).
3. ↑  (en) Precentor. Internet Encyclopedia of Ukraine.
4. ↑  (en) Kobzar. Internet Encyclopedia of Ukraine.
5. ↑  (en) Cyril and Methodius Brotherhood. Internet Encyclopedia of Ukraine.
6. ↑  (en) SHCHEPKIN, A FOUNDING FATHER OF THE RUSSIAN THEATER | The 210 birthday of the great Russian actor. Gearchiveerd op 24 oktober 2007.
7. ↑  (mul) Vasyl Plyushch, T.G.SHEVCHENKO AND HIS CONTEMPORARIES PHYSICIANS. histomed.kiev.ua. Gearchiveerd op 18 mei 2006.
8. ↑  (en) Zaporizhia, The. Internet Encyclopedia of Ukraine.
9. ↑  (en) Chronology of Issue of Hryvnia Banknotes. National Bank of Ukraine. Gearchiveerd op 27 september 2011.
10. ↑  (mul) Commemorative coins. National Bank of Ukraine. Gearchiveerd op 17 maart 2009.
11. ↑  (uk) марка України. archive.today. Gearchiveerd op 12 april 2006.
12. ↑  (uk) 1861 | «Чи не покинуть нам, небого...». kobzar.univ.kiev.ua.
13. ↑  "Testament" van Taras Sjevtsjenko (vertaling Freark Dam). archive.today. Gearchiveerd op 14 augustus 2013. Geraadpleegd op 17 september 2023.
14. ↑  (uk) Пісні на слова Тараса Шевченко. kobzar.univ.kiev.ua.
15. ↑  Zonder titel. www.orpheusandlyra.com. Gearchiveerd op 2009-1-17.
16. ↑  Борис Гмиря The Great Ukrainian bass Borys Gmyria. vaspronin.narod.ru.

- Bibsys: 90150279
- Biblioteca Nacional de Chile: 000483519
- Biblioteca Nacional de España: XX846431
- Bibliothèque nationale de France: cb121943290 (data)
- CiNii: DA03451811
- Gemeinsame Normdatei: 118642359
- International Standard Name Identifier: 0000 0001 2281 6674
- Library of Congress Control Number: n79119044
- Nationale Bibliotheek van Letland: 000066171
- MusicBrainz: c98293c0-8a14-4228-9a79-a6b89088fd9c
- Bibliotheek van het Japanse parlement: 00475000
- Nationale Bibliotheek van Tsjechië: jn19990209846
- Nationale bibliotheek van Australië: 35496132
- Nationale Bibliotheek van Israël: 987007275424605171
- Nationale Bibliotheek van Polen: a0000001184456
- Nederlandse Thesaurus van Auteursnamen: 070097399
- RKD-Nederlands Instituut voor Kunstgeschiedenis: 72887
- Russische Staatsbibliotheek: 000124180
- Istituto Centrale per il Catalogo Unico: CFIV066930
- LIBRIS: 248876
- SNAC: w6ng4r8r
- Système universitaire de documentation: 02778309X
- Trove: 974226
- Union List of Artist Names: 500121072
- Virtual International Authority File: 71436235
- WorldCat: E39PBJwhBf6XVMHWyVJvtDryVC